# Liste der Kulturdenkmale in Neugersdorf (A–L)
In der Liste der Kulturdenkmale in Neugersdorf (A–L) sind sämtliche Kulturdenkmale des Ortsteils  Neugersdorf der sächsischen Stadt Ebersbach-Neugersdorf verzeichnet, die bis September 2024 vom Landesamt für Denkmalpflege Sachsen erfasst wurden (ohne archäologische Kulturdenkmale). Die Anmerkungen sind zu beachten.
Diese Liste ist eine Teilliste der Liste der Kulturdenkmale in Ebersbach-Neugersdorf.

## Liste der Kulturdenkmale in Neugersdorf (A–L)
| Bild                                    | Bezeichnung | Lage                                           | Datierung | Beschreibung | ID       |
| --------------------------------------- | --- | ---------------------------------------------- | --- | --- | -------- |
| Weitere Bilder                          | Bahnhof Neugersdorf, Empfangsgebäude | Am Bahnhof 2 (Karte)                           | 1875 erweitert                                                                                                | Bahnstrecke Oberoderwitz–Wilthen; eisenbahngeschichtlich von Bedeutung, mehrgliedrig, Putznutung im Erdgeschoss, Gurtgesims, Sandsteingewände, weiter Dachüberstand, Holzzierknaggen, Satteldach | 09226865 |
| Weitere Bilder                          | Wohnhaus (Umgebinde) | Am Beerberg 5 (Karte)                          | Um 1850 | Eingeschossig, baugeschichtlich und sozialgeschichtlich von Bedeutung, Türstock aus Sandstein, verändert, Dachhecht, Krüppelwalmdach | 09226727 |
| Weitere Bilder                          | Wohnhaus (Umgebinde), ohne Anbau | Am Beerberg 11 (Karte)                         | Um 1850 | Doppelstubenhaus, Obergeschoss Fachwerk, baugeschichtlich und straßenbildprägend von Bedeutung, über Eingang Erker auf massiven Konsolen, Oberstock (waagerecht) und Giebel verbrettert, Krüppelwalmdach, ohne Anbau, Ladeneinbau jünger, Fenster zum Teil erneuert | 09226724 |
| Weitere Bilder                          | Wohnhaus (Umgebinde), ohne Anbau | Am Beerberg 13 (Karte)                         | Bezeichnet mit 1847 (Türsturz)                                                                                | Eingeschossiges Doppelstubenhaus, baugeschichtlich und sozialgeschichtlich von Bedeutung. Eingang massiv, Giebel verschiefert mit Sonnenmotiv, Krüppelwalmdach, ohne Anbau, Umgebinde verkleidet, Türstock und Eingangsfenstergewände aus Granit, Fenster erneuert | 09226719 |
|                                         | Wohnhaus (Umgebinde) | Am Beerberg 15 (Karte)                         | Um 1850 | Eingeschossiges Doppelstubenhaus, baugeschichtlich und sozialgeschichtlich von Bedeutung, Umgebinde und Blockstube verschalt | 09274984 |
| Weitere Bilder                          | Wohnhaus (Umgebinde) | Am Beerberg 17a (Karte)                        | Bezeichnet mit 1845 (Türsturz)                                                                                | Doppelstubenhaus, Obergeschoss Fachwerk, baugeschichtlich und sozialgeschichtlich von Bedeutung, straßenbildprägend durch erhöhte Lage, Eingang massiv, Türgewände aus Granit, Oberstock und Giebel verkleidet, Fenster erneuert, Krüppelwalmdach | 09226716 |
| Weitere Bilder                          | Wohnhaus (Umgebinde) | Am Beerberg 18 (Karte)                         | Ende 19. Jahrhundert                                                                                          | Eingeschossiges Doppelstubenhaus mit Drempel, baugeschichtlich und sozialgeschichtlich von Bedeutung, Türstock und Eingangsfenstergewände aus Granit, Drempelgeschoss mit Sichtfachwerk, breiter, mittiger Dacherker, Giebel verbrettert, Satteldach, Blitzableiter, Fenster erneuert | 09226726 |
| Weitere Bilder                          | Wohnhaus (Umgebinde) | Am Beerberg 19 (Karte)                         | Um 1800 | Eingeschossig, weitgehend unverändert erhalten, baugeschichtlich und sozialgeschichtlich von Bedeutung, Türgewände profiliert und aus Naturstein, Fenster original, Giebel verbrettert, Satteldach | 09226714 |
| Weitere Bilder                          | Wohnhaus (Umgebinde) | Am Beerberg 20 (Karte)                         | 2. Hälfte 19. Jahrhundert                                                                                     | Eingeschossiges Doppelstubenhaus mit Drempel, baugeschichtlich und sozialgeschichtlich von Bedeutung, Türstock und Eingangsfenstergewände aus Granit, zum Teil geschweifte Fensterbekleidungen, zum Teil Fenster erneuert, Drempelgeschoss und Giebel verbrettert, Dachhäuschen, Satteldach | 09226725 |
| Weitere Bilder                          | Wohnhaus (Umgebinde) | Am Beerberg 23 (Karte)                         | 1. Hälfte 19. Jahrhundert                                                                                     | Eingeschossiges Doppelstubenhaus, baugeschichtlich und sozialgeschichtlich von Bedeutung, eingeschossig, Giebel verkleidet und verschiefert, Satteldach, Fenster zum Teil erneuert | 09226715 |
| Weitere Bilder                          | Wohnhaus (Umgebinde) | Am Beerberg 24 (Karte)                         | 2. Hälfte 19. Jahrhundert                                                                                     | Obergeschoss Fachwerk, prägnante Ecklage, baugeschichtlich und sozialgeschichtlich von Bedeutung, Fensterbekleidungen mit Konsolen, Oberstock und Giebel (jünger) verschiefert, große Schleppgaube, Krüppelwalmdach | 09226717 |
| Weitere Bilder                          | Wohnhaus (Umgebinde) | Am Beerberg 26 (Karte)                         | Ende 19. Jahrhundert                                                                                          | Eingeschossiges Doppelstubenhaus mit Drempel, baugeschichtlich und sozialgeschichtlich von Bedeutung, Türstock und Eingangsfenstergewände aus Naturstein, Holzzierelemente, Tür original, Eingang massiv, Drempelgeschoss verschiefert, breiter, mittiger Dacherker, Dachhäuschen, Satteldach | 09226713 |
| Weitere Bilder                          | Wohnhaus (Umgebinde), ohne Anbau | Am Beerberg 32 (Karte)                         | Ende 19. Jahrhundert                                                                                          | Eingeschossiges Doppelstubenhaus mit Drempel, baugeschichtlich und sozialgeschichtlich von Bedeutung, Tür- und Eingangsfenstergewände aus Naturstein, Fenster erneuert, geschweifte Fensterbekleidungen im Erdgeschoss, Eingang massiv, Drempelgeschoss verschiefert, breiter, mittiger Dacherker mit Holzziergiebel, Satteldach | 09226706 |
| Weitere Bilder                          | Wohnhaus (Umgebinde) | Am Büttnerborn 1 (Karte)                       | 1. Hälfte 19. Jahrhundert                                                                                     | Eingeschossiges Doppelstubenhaus, baugeschichtlich und sozialgeschichtlich von Bedeutung, eingeschossig, Giebel verschiefert, Dachhäuschen, Satteldach | 09226779 |
|                                         | Denkmalanlage Gründungsstätte von Neugersdorf | Am Büttnerborn 1 (bei) (Karte)                 | Bezeichnet mit 1907                                                                                           | Gedenkplatte auf Mauer, zum Teil mit vom Jugendstil beeinflussten Formen, zweistufig erhöht, ortsgeschichtlich von Bedeutung, ursprünglich erfasst unter Am Büttnerborn 2 (bei) | 09226827 |
|                                         | Wohnhaus (Umgebinde), mit Anbau | Am Büttnerborn 5 (Karte)                       | Bezeichnet mit 1843 (Türsturz)                                                                                | Doppelstubenhaus, Obergeschoss Fachwerk, baugeschichtlich und sozialgeschichtlich von Bedeutung, Umgebinde verkleidet, Tür original, Türstock mit floralem Ornament, Oberstock verkleidet, Krüppelwalmdach | 09226778 |
| Weitere Bilder                          | Wohnhaus (Umgebinde) | Am Büttnerborn 7 (Karte)                       | Ende 19. Jahrhundert                                                                                          | Eingeschossiges Doppelstubenhaus mit Drempel, baugeschichtlich und sozialgeschichtlich von Bedeutung, Türstock aus Naturstein, Fenster erneuert, Eingang massiv, Drempelgeschoss und Giebel verschiefert, Satteldach | 09226575 |
| Weitere Bilder                          | Wohnhaus (Umgebinde) | Am Büttnerborn 8 (Karte)                       | 1. Hälfte 19. Jahrhundert                                                                                     | Eingeschossig, baugeschichtlich und sozialgeschichtlich von Bedeutung, Vordereingang massiv, links vom Rückeingang verbrettert, Giebel verschiefert | 09226578 |
| Weitere Bilder                          | Wohnhaus (Umgebinde) und Scheune | Am Büttnerborn 9 (Karte)                       | Bezeichnet mit 1852 (Türsturz)                                                                                | Wohnhaus Doppelstubenhaus, Obergeschoss Fachwerk, weitgehend unverändert erhaltenes Ensemble, baugeschichtlich und sozialgeschichtlich von Bedeutung, Türstock und Eingangsfenstergewände aus Granit, Tür original, Eingang massiv, Oberstock mit Fachwerk, Giebel verschiefert, Fledermausgauben, Krüppelwalmdach | 09226576 |
| Weitere Bilder                          | Wohnhaus (Umgebinde) und Scheune | Am Büttnerborn 10 (Karte)                      | Bezeichnet mit 1831 (Türsturz)                                                                                | Wohnhaus Doppelstubenhaus, Obergeschoss Fachwerk, weitgehend unverändert erhaltenes Ensemble, baugeschichtlich und sozialgeschichtlich von Bedeutung, Türstock aus Naturstein, Eingang massiv, Oberstock mit Fachwerk, Giebelseite verbrettert, Fledermausgauben, Krüppelwalmdach, Scheune: Bruchsteinmauerwerk, verbrettert, Krüppelwalmdach | 09226577 |
| Direkt Bild zu diesem Denkmal hochladen | Neuer Friedhof (Sachgesamtheit) | Am Friedhof (Karte)                            | 1906 | Sachgesamtheit Neuer Friedhof (Waldfriedhof) mit folgenden Einzeldenkmalen: Friedhofskapelle, Nebengebäude mit Leichenhalle rechts vom Eingang, Friedhofsportal mit schmiedeeisernen Toren und Mauer, sechs Grabmale, vier Grabanlagen, Kriegerdenkmale für die Kriege von 1866 und 1870/71 sowie Denkmal für die Gefallenen des Ersten Weltkrieges mit davor liegender Grünanlage (siehe unter gleicher Anschrift Obj. 09226684), die Friedhofsgestaltung mit geschwungenen Wegen, die Allee entlang der Straße zum Friedhofsportal und der alte Baumbestand (Gartendenkmal) sowie der Friedhof als Sachgesamtheitsteil; baugeschichtlich, landschaftsgestaltend und ortsgeschichtlich von Bedeutung | 09300793 |
| Direkt Bild zu diesem Denkmal hochladen | Friedhofskapelle (Einzeldenkmal zu ID-Nr. 09300793) | Am Friedhof (Karte)                            | 1906–1907 | Einzeldenkmal der Sachgesamtheit Neuer Friedhof (Waldfriedhof); baugeschichtlich, künstlerisch und ortsbildprägend von Bedeutung, Kapelle (Einweihung 13. Oktober 1907) mit Eckrustizierung, großen Rundbogenfenstern, Portal mit Säulenstellung, Mansardwalmdach | 09226684 |
| Direkt Bild zu diesem Denkmal hochladen | Nebengebäude mit angebauter Leichenhalle rechts vom Eingang (Einzeldenkmal zu ID-Nr. 09300793) | Am Friedhof (Karte)                            | | Einzeldenkmal der Sachgesamtheit Neuer Friedhof (Waldfriedhof); baugeschichtlich, künstlerisch und ortsbildprägend von Bedeutung | 09226684 |
| Direkt Bild zu diesem Denkmal hochladen | Friedhofsportal mit schmiedeeisernen Toren und Mauer (Einzeldenkmal zu ID-Nr. 09300793) | Am Friedhof (Karte)                            | 1906–1907 | Einzeldenkmal der Sachgesamtheit Neuer Friedhof (Waldfriedhof); baugeschichtlich, künstlerisch und ortsbildprägend von Bedeutung | 09226684 |
| Direkt Bild zu diesem Denkmal hochladen | Sechs Grabmale (Einzeldenkmal zu ID-Nr. 09300793) | Am Friedhof (Karte)                            | Anfang 20. Jahrhundert                                                                                        | Einzeldenkmale der Sachgesamtheit Neuer Friedhof (Waldfriedhof): - 1. Grabmal Ottilie Helene Lindner (1856–1911), pyramidaler Aufbau mit von Säulen umrahmtem Eingang - 2. Grabanlage Familie Thiele mit Einfriedung, zwei Säulen mit Architrav, davor zum Himmel blickendes Mädchen, vermutlich Galvanoplastik, Anfang 20. Jahrhundert - 3. Grabmal Familie Adolf Röthig, gestorben 1921, auf Sockel hockendes, trauerndes Mädchen, Kalkstein (?) - 4. Grabmal Familie Oswald Hempel, sitzende Christusfigur mit Dornenkrone, vermutlich Galvanoplastik, Anfang 20. Jahrhundert - 5. Grabmal Carl August Gocht (1852–1915), trauernder Mönch - 6. Grabmal Familie Thomas, im Reformstil, Anfang 20. Jahrhundert | 09226684 |
| Direkt Bild zu diesem Denkmal hochladen | Vier Grabanlagen (Einzeldenkmal zu ID-Nr. 09300793) | Am Friedhof (Karte)                            | Anfang 20. Jahrhundert                                                                                        | Einzeldenkmale der Sachgesamtheit Neuer Friedhof (Waldfriedhof): - 7. Grabanlage mit Einfriedung, halbovale pergolaartige Anlage, im Reformstil, Anfang 20. Jahrhundert - 8. Grabanlage mit Einfriedung, dreizoniger Wandaufbau mit segnender Christusfigur, vermutlich Galvanoplastik, Anfang 20. Jahrhundert - 9. Grabanlage Familie Carl Adolf Roscher (1852–1905), mit Einfriedung, monumentale Anlage - 10. Grabmal Familie Herzog, „Ruhender Leineweber“ von Emil Heilmann aus Reichenbach, von 1922 (Fam. Herzog siehe Hauptstraße 57 und 61) | 09226684 |
|                                         | Kriegerdenkmal für den Krieg von 1866 und 1870/71 (Einzeldenkmal zu ID-Nr. 09300793) | Am Friedhof (Karte)                            | Nach 1871 | Einzeldenkmal der Sachgesamtheit Neuer Friedhof (Waldfriedhof); Denkmal 1870/71 als neugotischer Obelisk, stand früher auf dem stillgelegten Friedhof gegenüber der Kirche | 09226684 |
|                                         | Denkmal für die Gefallenen des Ersten Weltkrieges mit davor liegender Grünanlage (Einzeldenkmal zu ID-Nr. 09300793) | Am Friedhof (Karte)                            | 1922 | Einzeldenkmal der Sachgesamtheit Neuer Friedhof (Waldfriedhof); überdimensionaler Sarkophag aus Postaer Sandstein, geschaffen vom Dresdner Bildhauer Rudolf Born und 1922 eingeweiht (enthält die Namen aller 335 gefallenen Neugersdorfer Bürger) | 09226684 |
|                                         | Wasserturm | Am Wasserturm 1 (Karte)                        | 1928 | In expressionistischer Gestaltung, an Pagodenarchitektur erinnernd, technikgeschichtlich und baugeschichtlich von Bedeutung. Der an landschaftlich exponierter Stelle auf dem Hutungsberg gelegene Wasserturm wurde 1927–29 für die Wasserversorgung der Stadt Neugersdorf errichtet. Mit der Bauausführung des auf den Zwickauer Architekten Walter Goebel zurückgehenden Entwurfs war die ortsansässige, renommierte Beton- und Eisenbetonbaufirma I. W. Roth A.G. betraut. Der quadratische Turm besticht oberhalb eines glatten Sockels durch seine expressiv gefaltete Fassadengestaltung, die ein frühes Beispiel für eine abschnittsweise geschalte und bewehrte Stahlbetonkonstruktion ist. Äußerlich ist zusätzlich ein Spritzputz aufgebracht. In den drei Turmgeschossen sorgen pro Seite je zwei Stahlrahmenfenster für eine zusätzliche Rhythmisierung der Fassade. Das Behältergeschoss enthält zwei zylindrische Stahlbetonwasserbehälter mit insgesamt 200 m³ Fassungsvermögen. Es ist über einem Gesims, welches das Profil der Faltung gut zur Geltung kommen lässt, leicht nach innen versetzt. Darüber markiert ein mit liegend rechteckigen Fenstern belichtetes Geschoss die Aussichtsebene des Turmes. Den oberen Abschluss bildet ein pagodenartig auskragendes Dach, dessen Zwischengeschoss mit Dreiecksfenstern akzentuiert ist. Der Wasserturm wurde im Jahr 2000 grundlegend saniert und ist, zusammen mit dem am Fuße des Turmes gelegenen Erdbehälter, bis heute in die kommunale Wasserversorgung einbezogen. Aufgrund seiner expressiven Formensprache und der konstruktiv neuartigen Bauweise ist er von hohem technikgeschichtlichen und baugeschichtlichen Wert. | 09226655 |
| Direkt Bild zu diesem Denkmal hochladen | Wohnhaus (Umgebinde) | Am Winkel 2 (Karte)                            | Mitte 19. Jahrhundert                                                                                         | Eingeschossiges Doppelstubenhaus, bau- und sozialgeschichtlich von Bedeutung | 09226880 |
|                                         | Wohnhaus (Umgebinde) mit Anbau und Handschwengelpumpe | An der Försterei 4 (Karte)                     | Anfang 19. Jahrhundert                                                                                        | Eingeschossiges Doppelstubenhaus, baugeschichtlich und sozialgeschichtlich von Bedeutung, verändert, Umgebinde mit Quadrierungen, Blockstube nur noch in der Fassade erhalten, Giebel verschiefert, Dachhäuschen, Frackdach, Anbau mit Umgebinde, verkleidet, Oberstock verschiefert, Giebel verkleidet, Satteldach | 09226651 |
|                                         | Wohnhaus (Umgebinde) | An der Försterei 6 (Karte)                     | Anfang 19. Jahrhundert                                                                                        | Baugeschichtlich und sozialgeschichtlich von Bedeutung, rechts vom Eingang massiv, Giebel verschiefert, Dachhäuschen, Frackdach, Fenster erneuert, verändert | 09226652 |
| Direkt Bild zu diesem Denkmal hochladen | Wohnhaus (Umgebinde), ohne Anbau | An der Försterei 8a (Karte)                    | Ende 19. Jahrhundert                                                                                          | Eingeschossig, baugeschichtlich und sozialgeschichtlich von Bedeutung, Giebel verbrettert, Satteldach, verändert | 09226653 |
|                                         | Wohnhaus (Umgebinde) | An der Wasserscheide 4 (Karte)                 | Mitte 19. Jahrhundert                                                                                         | Ehemaliges Doppelstubenhaus, eingeschossig, baugeschichtlich und sozialgeschichtlich von Bedeutung, Türgewände aus Granit, Giebel verbrettert, Satteldach, verändert | 09226662 |
| Weitere Bilder                          | Wohnhaus (Umgebinde) | Auenstraße 2 (Karte)                           | Bezeichnet mit 1871 (Türsturz)                                                                                | Obergeschoss Fachwerk, baugeschichtlich und sozialgeschichtlich von Bedeutung, Eingang massiv, Sandsteingewände, zweigeschossig, Obergeschoss und Giebel verschiefert, Dachhecht, Frackdach, klassizistische übergiebelte Fensterrahmen | 09226580 |
| Weitere Bilder                          | Wohnstallhaus (Umgebinde) | Auenstraße 3 (Karte)                           | 1. Hälfte 19. Jahrhundert                                                                                     | Eingeschossig, baugeschichtlich und sozialgeschichtlich von Bedeutung, breite Joche, Fenster im Umgebinde nicht axial angeordnet, Giebel verkleidet, Satteldach | 09226697 |
| Weitere Bilder                          | Wohnhaus (Umgebinde) | Auenstraße 4 (Karte)                           | 1. Hälfte 19. Jahrhundert                                                                                     | Eingeschossiges Doppelstubenhaus, baugeschichtlich und sozialgeschichtlich von Bedeutung, Eingang massiv, Giebel verbrettert, Dachhäuschen, Satteldach, Fenster erneuert | 09226698 |
| Weitere Bilder                          | Wohnhaus (Umgebinde) | Auenstraße 11 (Karte)                          | Ende 19. Jahrhundert                                                                                          | Eingeschossiges Doppelstubenhaus mit Drempel, baugeschichtlich und sozialgeschichtlich von Bedeutung, Eingang massiv, Drempelgeschoss verbrettert, Dachhäuschen, Satteldach, Fenster erneuert | 09226696 |
| Weitere Bilder                          | Wohnhaus (Umgebinde) | Auenstraße 12 (Karte)                          | Um 1800 | Eingeschossiges Doppelstubenhaus, baugeschichtlich und sozialgeschichtlich von Bedeutung, Giebelverbretterung (teils Zierverbretterung), doppelte Blockstube, verschalt, profiliertes Umgebinde, Biberschwanzdeckung, Fenster weitgehend originale Größe, massiver Anbau | 09226694 |
| Direkt Bild zu diesem Denkmal hochladen | Ehemaliges Wohnstallhaus (Umgebinde) | Auenstraße 15b (Karte)                         | 1. Hälfte 19. Jahrhundert                                                                                     | Obergeschoss Fachwerk, baugeschichtlich und sozialgeschichtlich von Bedeutung, Oberstock Fachwerk verbrettert, Satteldach Dendro Dachwerk (A. Matthes) 1722 Fichte, gemacht am 13. November 2015 | 09226870 |
| Weitere Bilder                          | Wohnhaus (Umgebinde) | Auenstraße 16 (Karte)                          | Um 1800 | Eingeschossiges Doppelstubenhaus, Relikt der ursprünglichen Auenbebauung, baugeschichtlich und sozialgeschichtlich von Bedeutung, Umgebinde rechts und links 3/3 Joche, Eingangsbereich verändert, ebenfalls rechter Umgebinde-Teil, Giebel ornamental verschiefert | 09226853 |
| Weitere Bilder                          | Wohnhaus (Umgebinde) | Auenstraße 17 (Karte)                          | 1. Hälfte 19. Jahrhundert                                                                                     | Eingeschossig mit zweigeschossigem Anbau, Umgebinde umlaufend, Kernbau einer ehemaligen Fabrik, baugeschichtlich und wirtschaftsgeschichtlich von Bedeutung, Oberstock verbrettert, Schleppdach, verändert | 09226869 |
| Weitere Bilder                          | Wohnhaus (Umgebinde) | Auenstraße 18 (Karte)                          | Um 1800 | Eingeschossiges Doppelstubenhaus, Relikt der ursprünglichen Auenbebauung, baugeschichtlich und sozialgeschichtlich von Bedeutung, Umgebinde rechts 2/2, links 3/3 Joche, Giebel verschiefert, massiver Anbau, Eingangsbereich verändert | 09226856 |
| Weitere Bilder                          | Wohnhaus (Umgebinde) | Auenstraße 26 (Karte)                          | 1. Hälfte 19. Jahrhundert                                                                                     | Eingeschossig, baugeschichtlich und sozialgeschichtlich von Bedeutung, Dachhäuschen, Satteldach, Fenster erneuert | 09226695 |
| Weitere Bilder                          | Wohnhaus (Umgebinde) | August-Bebel-Straße (Neugersdorf) 13 (Karte)   | Bezeichnet mit 1845 (Türsturz)                                                                                | Doppelstubenhaus, Obergeschoss Fachwerk, baugeschichtlich und sozialgeschichtlich von Bedeutung, Türstock und Eingangsfenstergewände aus Granit, Tür original, Oberstock verschiefert, Giebel verkleidet, Krüppelwalmdach, Fenster erneuert | 09226569 |
| Weitere Bilder                          | Wohnhaus (Umgebinde) | August-Bebel-Straße (Neugersdorf) 21 (Karte)   | Mitte 19. Jahrhundert                                                                                         | Eingeschossiges Doppelstubenhaus, baugeschichtlich und sozialgeschichtlich von Bedeutung, verzierte Umgebindesäulen, große Fenster im Erdgeschoss, ein Joch aus der Blockstube herausgenommen, Eingang mit Steinimitation, Dachhäuschen, Satteldach | 09226596 |
| Weitere Bilder                          | Wohnhaus (Umgebinde) | August-Bebel-Straße (Neugersdorf) 23 (Karte)   | Mitte 19. Jahrhundert                                                                                         | Eingeschossiges Doppelstubenhaus, baugeschichtlich und sozialgeschichtlich von Bedeutung, Umgebindesäulen verziert, ornamentierte Fensterbekleidungen, Giebel verschiefert, Dachhäuschen, Satteldach | 09226595 |
| Weitere Bilder                          | Wohnhaus (Umgebinde) | August-Bebel-Straße (Neugersdorf) 24a (Karte)  | 1. Hälfte 19. Jahrhundert                                                                                     | Eingeschossig, baugeschichtlich und sozialgeschichtlich von Bedeutung, Eingang und rechts davon massiv, massiver Teil verändert, Giebel verschiefert (Sonnenmotiv), Schleppgaube, Satteldach | 09226540 |
| Direkt Bild zu diesem Denkmal hochladen | Wohnhaus (Umgebinde) | August-Bebel-Straße (Neugersdorf) 24b (Karte)  | Mitte 19. Jahrhundert                                                                                         | Doppelstubenhaus, Obergeschoss Fachwerk, baugeschichtlich und ortsbildprägend von Bedeutung, Umgebinde verkleidet, Eingang massiv, Türstock und Eingangsfenstergewände aus Granit, Tür original, Oberstock verkleidet, Krüppelwalmdach, neue Fenster | 09226539 |
| Weitere Bilder                          | Wohnhaus (Umgebinde) | August-Bebel-Straße (Neugersdorf) 25 (Karte)   | 1. Hälfte 19. Jahrhundert                                                                                     | Eingeschossiges Doppelstubenhaus, baugeschichtlich und sozialgeschichtlich von Bedeutung, Fenstergewände original, Türeinbau neu, gezackte Zierleiste in den Umgebindesäulen, Giebel verschiefert, kleines Dachhäuschen, Satteldach | 09226585 |
| Weitere Bilder                          | Wohnhaus (Umgebinde) | August-Bebel-Straße (Neugersdorf) 27 (Karte)   | 1. Hälfte 19. Jahrhundert                                                                                     | Eingeschossiges Doppelstubenhaus, baugeschichtlich und sozialgeschichtlich von Bedeutung, Fenstergewände original, Giebel verschiefert, Satteldach | 09226584 |
| Weitere Bilder                          | Ehemaliger Gasthof „Zur Rose“, Wohnhaus (Umgebinde) mit Scheune und Einfriedung | August-Bebel-Straße (Neugersdorf) 28 (Karte)   | 1813 (Auskunft)                                                                                               | Ehemaliger Gasthof, Obergeschoss Fachwerk, baugeschichtlich, ortsgeschichtlich und straßenbildprägend von Bedeutung, Wohnhaus: Oberstock verbrettert, balusterartige Umgebindesäulen, geschweifte Fensterbekleidungen im Erdgeschoss, Dachhäuschen, Mansarddach mit Schopf | 09226538 |
| Weitere Bilder                          | Wohnhaus (Umgebinde) | August-Bebel-Straße (Neugersdorf) 29 (Karte)   | 1. Hälfte 19. Jahrhundert                                                                                     | Eingeschossig, baugeschichtlich und sozialgeschichtlich von Bedeutung, Winterfenster erhalten, Tür erneuert, links vom Eingang und Giebel verschiefert, Dachhäuschen, Satteldach rückwärtiger Anbau | 09226583 |
| Direkt Bild zu diesem Denkmal hochladen | Wohnhaus | August-Bebel-Straße (Neugersdorf) 30 (Karte)   | Ende 19. Jahrhundert                                                                                          | Baugeschichtlich von Bedeutung, Klinker, zweigeschossig, Frontispiz mit Giebelbekrönung, Fenstergewände aus Sandstein, Eckquaderung, Schleppgauben, Krüppelwalmdach, Ladeneinbau jünger | 09226780 |
| Weitere Bilder                          | Wohnhaus (Umgebinde) | August-Bebel-Straße (Neugersdorf) 33 (Karte)   | 1. Hälfte 19. Jahrhundert                                                                                     | Eingeschossig, baugeschichtlich und sozialgeschichtlich von Bedeutung, Giebel verschiefert, Dachhäuschen, Satteldach, Fenster erneuert, verändert | 09226598 |
|                                         | Wohnhaus (Umgebinde) | August-Bebel-Straße (Neugersdorf) 34a (Karte)  | 1. Hälfte 19. Jahrhundert                                                                                     | Eingeschossig, baugeschichtlich und sozialgeschichtlich von Bedeutung, Umgebinde links 3/3/2 Joche, Umgebinde verschalt, massive Seite verändert, Giebelfenster vergrößert, Dachhecht, zwei alte Blitzableiter | 09274937 |
| Weitere Bilder                          | Wohnhaus (Umgebinde) | August-Bebel-Straße (Neugersdorf) 35 (Karte)   | 1. Hälfte 19. Jahrhundert                                                                                     | Eingeschossiges Doppelstubenhaus, baugeschichtlich und sozialgeschichtlich von Bedeutung, Giebel verbrettert, Fenster erneuert, Umgebinde erneuert, Dachhäuschen, Satteldach | 09226622 |
|                                         | Wohnhaus (Umgebinde) | August-Bebel-Straße (Neugersdorf) 36 (Karte)   | 1. Hälfte 19. Jahrhundert                                                                                     | Eingeschossig, baugeschichtlich und sozialgeschichtlich von Bedeutung, Blockstube und Umgebinde intakt, massiver Bereich sehr verändert | 09273790 |
| Weitere Bilder                          | Wohnhaus (Umgebinde) | August-Bebel-Straße (Neugersdorf) 37 (Karte)   | 1. Hälfte 19. Jahrhundert                                                                                     | Doppelstubenhaus, Obergeschoss Fachwerk, baugeschichtlich und sozialgeschichtlich von Bedeutung, Umgebinde verputzt, Eingang massiv, Oberstock verkleidet, Fenster erneuert, Dachhecht, Krüppelwalmdach, verändert | 09226621 |
| Weitere Bilder                          | Wohnhaus (Umgebinde) | August-Bebel-Straße (Neugersdorf) 38 (Karte)   | Bezeichnet mit 1819 (Türsturz)                                                                                | Eingeschossiges Doppelstubenhaus, baugeschichtlich und sozialgeschichtlich von Bedeutung, Eingang massiv, Türstock und Eingangsfenstergewände aus Naturstein, Giebel verschiefert, Dachhäuschen, Satteldach | 09226582 |
| Weitere Bilder                          | Wohnstallhaus (Umgebinde) mit Einfriedung | August-Bebel-Straße (Neugersdorf) 40 (Karte)   | Um 1800 | Eingeschossiges Doppelstubenhaus mit Stallteil, baugeschichtlich und sozialgeschichtlich von Bedeutung, Umgebinde links 3/3/2 Joche, Stube und Umgebinde-Konstruktion unverschalt, Spannriegel/Knaggen, rechts der Haustür zwei Joche Umgebinde, Stube und Umgebinde-Konstruktion verschalt, daran anschließend vermutlich ehemaliger Stallteil/Wirtschaftsteil, massiv, leicht modernisiert, Satteldach mit Schieferdeckung, drei stehende Dachgauben, hinterer Teil sehr verändert | 09274938 |
| Weitere Bilder                          | Wohnhaus (Umgebinde) | August-Bebel-Straße (Neugersdorf) 42 (Karte)   | Bezeichnet mit 1837 (Türsturz)                                                                                | Doppelstubenhaus, Obergeschoss Fachwerk, prägnante Ecklage, baugeschichtlich und sozialgeschichtlich von Bedeutung, Korbbogenportal, Tür original, balusterartige Umgebindesäulen, Oberstock verschiefert, Fledermausgauben, Satteldach | 09226602 |
| Weitere Bilder                          | Wohnhaus (Umgebinde) | August-Bebel-Straße (Neugersdorf) 44 (Karte)   | Mitte 19. Jahrhundert                                                                                         | Eingeschossiges Doppelstubenhaus, baugeschichtlich und sozialgeschichtlich von Bedeutung, Steinimitation am Eingang, Dachhäuschen, Giebel verschiefert, Frackdach, verändert, Fenster erneuert | 09226603 |
| Weitere Bilder                          | Wohnhaus (Umgebinde) | August-Bebel-Straße (Neugersdorf) 46 (Karte)   | 2. Hälfte 19. Jahrhundert                                                                                     | Eingeschossiges Doppelstubenhaus, baugeschichtlich und sozialgeschichtlich von Bedeutung Steinimitation, Giebel verschiefert, reich profiliertes Gesims mit Zahnschnitt, Dachhäuschen, Frackdach, Fenster zum Teil erneuert | 09226604 |
| Weitere Bilder                          | Wohnhaus (Umgebinde) mit Brunnen | August-Bebel-Straße (Neugersdorf) 50 (Karte)   | Mitte 19. Jahrhundert                                                                                         | Obergeschoss Fachwerk, baugeschichtlich von Bedeutung, Wohnhaus: Obergeschoss verschiefert, Dachhecht, Frackdach, Tür und -gewände reich profiliert, Umgebindesäulen mit Kannelüren, Ladeneinbau jünger | 09226605 |
| Weitere Bilder                          | Wohnhaus (Umgebinde) | August-Bebel-Straße (Neugersdorf) 52a (Karte)  | 2. Hälfte 19. Jahrhundert                                                                                     | Eingeschossig mit Drempel, baugeschichtlich und sozialgeschichtlich von Bedeutung, Eingang massiv, originale Füllungstür, Drempelgeschoss und Giebel verbrettert, Dachhäuschen, Giebeldach, verändert | 09226607 |
| Weitere Bilder                          | Wohnhaus (Umgebinde) | August-Bebel-Straße (Neugersdorf) 54 (Karte)   | Mitte 19. Jahrhundert                                                                                         | Eingeschossig, baugeschichtlich und sozialgeschichtlich von Bedeutung, Türstock aus Granit, Fensterbekleidungen erhalten, Giebel verbrettert, Dachhecht, Satteldach, rückwärtiger Anbau | 09226606 |
| Weitere Bilder                          | Wohnhaus (Umgebinde) | Beethovenstraße 1 (Karte)                      | Mitte 19. Jahrhundert                                                                                         | Eingeschossiges Doppelstubenhaus, baugeschichtlich und sozialgeschichtlich von Bedeutung, ohne Anbau, Giebel verschiefert, Traufe mit dekorativer Bogenleiste, Fenster noch original, Dachhäuschen, abgeschlepptes Satteldach mit weitem Dachüberstand | 09226674 |
|                                         | Wohnhaus (Umgebinde), mit verbrettertem Anbau | Bergstraße (Neugersdorf) 3 (Karte)             | 1. Hälfte 19. Jahrhundert                                                                                     | Eingeschossig, baugeschichtlich und sozialgeschichtlich von Bedeutung | 09226705 |
|                                         | Wohnhaus (Umgebinde) über Hakengrundriss | Bergstraße (Neugersdorf) 4 (Karte)             | Um 1850 | Eingeschossig, Hakengrundriss nach Erweiterung, typisches Beispiel der örtlichen Holzbauweise, baugeschichtlich und sozialgeschichtlich von Bedeutung, Blockstube und Umgebinde verschalt, Hechtgaube | 09274946 |
|                                         | Wohnhaus (Umgebinde) | Bergstraße (Neugersdorf) 5 (Karte)             | 1. Hälfte 19. Jahrhundert                                                                                     | Eingeschossiges Doppelstubenhaus mit Erweiterungsbau, typisches Beispiel der örtlichen Holzbauweise, baugeschichtlich und sozialgeschichtlich von Bedeutung, Giebelverschieferung, Umgebinde-Ständer profiliert, Fenster der Blockstube vergrößert | 09274947 |
|                                         | Wohnhaus (Umgebinde) | Bergstraße (Neugersdorf) 16 (Karte)            | 2. Hälfte 19. Jahrhundert                                                                                     | Doppelstubenhaus, Obergeschoss Fachwerk, baugeschichtlich und sozialgeschichtlich von Bedeutung, durch Hanglage ortsbildprägend, Vorhäuschen neu, Fenster erneuert, Türstock und Eingangsfenstergewände aus Naturstein, Oberstock verschiefert, Satteldach | 09226786 |
|                                         | Wohnhaus (Umgebinde) | Bergstraße (Neugersdorf) 20 (Karte)            | Ende 19. Jahrhundert                                                                                          | Eingeschossiges Doppelstubenhaus mit Drempel, baugeschichtlich und sozialgeschichtlich von Bedeutung, Vorhäuschen aus Holz, Türstock und Eingangsfenstergewände aus Granit, Drempelgeschoss verschiefert, mittiger, breiter Dacherker, Satteldach | 09226784 |
|                                         | Wohnhaus (Umgebinde) und Handschwengelpumpe | Bergstraße (Neugersdorf) 22 (Karte)            | Ende 19. Jahrhundert                                                                                          | Eingeschossiges Doppelstubenhaus mit Drempel, baugeschichtlich und sozialgeschichtlich von Bedeutung, Vorhäuschen und Tür original, Türstock und Eingangsfenstergewände aus Granit, Drempelgeschoss und Giebel verkleidet, mittiger, breiter Dacherker, Dachhäuschen, weiter Dachüberstand, Satteldach, ohne Anbau, Handschwengelpumpe aus Holz | 09226783 |
|                                         | Wohnhaus (Umgebinde) | Bergstraße (Neugersdorf) 24 (Karte)            | 2. Hälfte 19. Jahrhundert                                                                                     | Eingeschossiges Doppelstubenhaus mit Drempel, baugeschichtlich und sozialgeschichtlich von Bedeutung, ohne Anbau, Türstock aus Granit, Eingang verändert, Drempel verbrettert, mit Pilastern gegliedert, Steinimitation, Giebel verschiefert, Dachhecht, Satteldach | 09226782 |
|                                         | Wohnhaus (Umgebinde) | Bergstraße (Neugersdorf) 26 (Karte)            | 2. Hälfte 19. Jahrhundert                                                                                     | Doppelstubenhaus, Obergeschoss Fachwerk, baugeschichtlich und sozialgeschichtlich von Bedeutung, Fenster erneuert, Korbbogenportal, Türsturz bezeichnet, umlaufendes Umgebinde, Steinimitation, Oberstock verbrettert, Giebel verkleidet, Satteldach | 09226772 |
|                                         | Wohnhaus (Umgebinde) und Seitengebäude eines Dreiseithofes | Bleichenstraße 16 (Karte)                      | Bezeichnet mit 1828 (Türsturz); 2. Hälfte 19. Jahrhundert (Seitengebäude)                                     | Wohnhaus Doppelstubenhaus, Obergeschoss Fachwerk, baugeschichtlich und wirtschaftsgeschichtlich von Bedeutung, Wohnhaus Oberstock und Giebel verbrettert, versetzte Fledermausgauben, Krüppelwalmdach, Seitengebäude mit Natursteinmauerwerk im Erdgeschoss, Oberstock und Giebel verbrettert, Krüppelwalmdach | 09226558 |
| Direkt Bild zu diesem Denkmal hochladen | Villa | Bleichenstraße 17a (Karte)                     | Um 1900 | Stark historisierend in Bauschmuck und Auflösung des Baukörpers, baugeschichtlich von Bedeutung, zweigeschossig, reicher Putzschmuck, Ziergitter auf dem Dach, Holzziergiebel, Ecktürmchen mit Wetterfahne, farbige Bleiglasfenster, Windfang, laut ALK-Daten Hausnummer 17a | 09226559 |
| Direkt Bild zu diesem Denkmal hochladen | Wohnhaus (Umgebinde) | Bleichenstraße 18 (Karte)                      | 1. Hälfte 19. Jahrhundert                                                                                     | Eingeschossiges Doppelstubenhaus, baugeschichtlich und sozialgeschichtlich von Bedeutung, alte Umgebinde-Konstruktion (renoviert), Giebel verschiefert | 09274328 |
| Direkt Bild zu diesem Denkmal hochladen | Wohnhaus (Umgebinde) | Bleichenstraße 22 (Karte)                      | 2. Hälfte 19. Jahrhundert                                                                                     | Doppelstubenhaus, Obergeschoss Fachwerk, baugeschichtlich und sozialgeschichtlich von Bedeutung, Türstock und Eingangsfenstergewände aus Granit, Tür original, Oberstock und Giebel verkleidet, langer Dachhecht, Krüppelwalmdach, Fenster erneuert, verändert | 09226557 |
| Direkt Bild zu diesem Denkmal hochladen | Wohnhaus (Umgebinde) mit Einfriedung | Bleichenstraße 24 (Karte)                      | 2. Hälfte 19. Jahrhundert                                                                                     | Doppelstubenhaus, Obergeschoss Fachwerk, baugeschichtlich und sozialgeschichtlich von Bedeutung, Umgebindesäulen schlicht verziert, Türstock aus Naturstein, Oberstock und Giebel verkleidet, Krüppelwalmdach, Fenster zum Teil erneuert, verändert | 09226556 |
| Direkt Bild zu diesem Denkmal hochladen | Villa und Einfriedung | Blumenstraße 1 (Karte)                         | Um 1890 | Villa mit Historismusfassade, baugeschichtlich von Bedeutung, zweigeschossige massive Villa mit Walmdach (schmiedeeiserne Bekrönung, zwei Wetterfahnen), Mittelrisalit zur Hauptstraße mit Bekrönung, aufwendiges Ornament (Gurtgesimse, Renaissance-Fensterbekrönung, Mäanderfries, Putzgliederung), Kreuzstockfenster, kongenialer eingeschossiger Anbau mit expressionistischer Bekrönung aus den 1920er Jahren, schmiedeeiserner Zaun, Teilabbruchgenehmigung für den angebauten Ladenteil vom 24. Februar 2015, Abbruch Ende 2015/Anfang 2016, Anbau war mit expressionistischer Bekrönung aus den 1920er Jahren | 09274974 |
| Direkt Bild zu diesem Denkmal hochladen | Wohnhaus mit Einfriedung | Brucknerstraße 4 (Karte)                       | Ende 19. Jahrhundert                                                                                          | Klinkerbau, eingeschossig mit Drempel, baugeschichtlich von Bedeutung. Mehrfarbiger Klinker, mittiger, breiter Dacherker, Holzziergiebel, Dachgitter, Dachhäuschen, Walmdach, neuer Windfang, schmiedeeiserner Zaun. | 09226579 |
| Direkt Bild zu diesem Denkmal hochladen | Wohnhaus | Brucknerstraße 5 (Karte)                       | Anfang 20. Jahrhundert                                                                                        | Putzbau mit Klinkergliederung, Schweizerstil, baugeschichtlich von Bedeutung. Eingeschossig mit Drempelgeschoss, überhöhter Mittelrisalit, originelle Gestaltung des mittleren Erdgeschoss-Fensters, Satteldach, Windfang | 09226588 |
| Direkt Bild zu diesem Denkmal hochladen | Wohnhaus (Umgebinde) | Brucknerstraße 7 (Karte)                       | 2. Hälfte 19. Jahrhundert                                                                                     | Eingeschossiges Doppelstubenhaus mit Drempel, baugeschichtlich und sozialgeschichtlich von Bedeutung, Drempel verschiefert, Giebel verkleidet, Satteldach, Fenster erneuert | 09226587 |
| Direkt Bild zu diesem Denkmal hochladen | Wohnhaus (Umgebinde) mit Einfriedung | Brucknerstraße 9 (Karte)                       | Ende 19. Jahrhundert                                                                                          | Eingeschossiges Doppelstubenhaus mit Drempel, baugeschichtlich und sozialgeschichtlich von Bedeutung, doppelte Blockstube, Eingang massiv, Tür original, Fenster erneuert, Drempelgeschoss verschiefert, Giebel verkleidet, mittiger breiter Dacherker, Holzziergiebel, Satteldach, schmiedeeiserner Zaun | 09226586 |
| Weitere Bilder                          | Wohnhaus (Umgebinde) mit Einfriedung | Burggasse 2 (Karte)                            | 2. Hälfte 19. Jahrhundert                                                                                     | Eingeschossiges Doppelstubenhaus mit Drempel, baugeschichtlich und sozialgeschichtlich von Bedeutung, Umgebinde links 2, rechts 3/3 Joche, Drempel und Giebel ornamental verschiefert, profilierte Umgebinde-Schalung, altes Türblatt, Winterfenster vorhanden, schmiedeeiserne Einfriedung | 09274930 |
| Direkt Bild zu diesem Denkmal hochladen | Umgebindeteil eines Wohnhauses und Einfriedung | Burggasse 3 (Karte)                            | Um 1800 (Blockstube)                                                                                          | Umgebindeteil noch ursprünglich erhalten, baugeschichtlich und sozialgeschichtlich von Bedeutung, Umgebinde links 3/3 Joche, Giebel zweifarbig verschiefert, alter Dachstuhl, sonst Erdgeschoss massiv verändert | 09274931 |
| Weitere Bilder                          | Wohnhaus (Umgebinde) | Dammstraße (Neugersdorf) 1 (Karte)             | Ende 19. Jahrhundert                                                                                          | Eingeschossiges Doppelstubenhaus, baugeschichtlich und sozialgeschichtlich von Bedeutung, doppelte Blockstube, Eingang massiv, Giebel verschiefert, Dachhäuschen, Krüppelwalmdach, Fenster erneuert | 09226687 |
| Weitere Bilder                          | Wohnhaus (Umgebinde) | Dammstraße (Neugersdorf) 2 (Karte)             | 2. Hälfte 19. Jahrhundert                                                                                     | Eingeschossiges Doppelstubenhaus, baugeschichtlich und sozialgeschichtlich von Bedeutung, Umgebinde links 3, rechts 3/3 Joche, Umgebinde und Blockstube verschalt, Krüppelwalmdach | 09274932 |
| Weitere Bilder                          | Wohnhaus (Umgebinde) | Dammstraße (Neugersdorf) 3 (Karte)             | Ende 19. Jahrhundert                                                                                          | Doppelstubenhaus, Obergeschoss Fachwerk, baugeschichtlich und sozialgeschichtlich von Bedeutung, doppelte Blockstube, Eingang massiv, Oberstock verschiefert, Dachhecht, Krüppelwalmdach, ohne Anbau, Umgebinde zum Teil verputzt | 09226686 |
| Weitere Bilder                          | Wohnhaus (Umgebinde) | Dammstraße (Neugersdorf) 8 (Karte)             | Mitte 19. Jahrhundert                                                                                         | Eingeschossiges Doppelstubenhaus, baugeschichtlich und sozialgeschichtlich von Bedeutung, doppelte Blockstube, eingeschossig, Eingang massiv, Tür original, Giebel verschiefert und mit ausgemauertem Fachwerk, Dachhäuschen, Krüppelwalmdach, ohne Anbau | 09226685 |
| Weitere Bilder                          | Wohnhaus (Umgebinde) | Dammstraße (Neugersdorf) 16 (Karte)            | Um 1800 | Obergeschoss Fachwerk, weitgehend in ursprünglicher Konstruktion erhaltenes Beispiel der Holzbauweise, alter Baukörper und Dachstuhl, baugeschichtlich und sozialgeschichtlich von Bedeutung, Obergeschoss Fachwerk, an der Längsseite zierverbrettert, Fenster Obergeschoss weitgehend in originaler Größe, Erdgeschoss Winterfenster, Erdgeschoss zum Teil verändert, Krüppelwalmdach | 09274933 |
| Weitere Bilder                          | Wohnhaus (Umgebinde) | Dammstraße (Neugersdorf) 18 (Karte)            | Ende 19. Jahrhundert                                                                                          | Obergeschoss Fachwerk, prägnante Ecklage, baugeschichtlich und sozialgeschichtlich von Bedeutung, balusterartige Umgebindesäulen, Oberstock verkleidet, Krüppelwalmdach, neues Vorhäuschen | 09226688 |
| Direkt Bild zu diesem Denkmal hochladen | Wohnstallhaus | Dammstraße (Neugersdorf) 23 (Karte)            | Bezeichnet mit 1814 (Türstock)                                                                                | Obergeschoss Fachwerk, typischer Wohnbau in Holzbauweise, baugeschichtlich von Bedeutung, Fachwerk an der Längsseite zweifarbig verschiefert, Dachstuhl später erweitert, vergleichsweise aufwendiges Haustürgewände (Korbbogen, Schlussstein), Winterfenster vorhanden, Fenstergrößen Längsseite unverändert | 09274934 |
| Weitere Bilder                          | Wohnhaus (Umgebinde) | Dr.-Robert-Koch-Straße 1 (Karte)               | Um 1900 | Erdgeschoss massiv, doppelte Blockstube im Oberstock, kein Umgebindehaus im herkömmlichen Sinne mehr, baugeschichtlich und hausgeschichtlich von Bedeutung, Fenster erneuert, balusterartige Umgebindesäulen, Giebel mit Sichtfachwerk, Dachhecht, Zierknaggen, Krüppelwalmdach | 09226635 |
|                                         | Wohnhaus | Dr.-Robert-Koch-Straße 5 (Karte)               | Ende 19. Jahrhundert                                                                                          | Klinkerbau mit städtischem Anspruch, baugeschichtlich von Bedeutung, zweigeschossig, mehrfarbige Klinkerverkleidung, Sandsteinfenstergewände, Tür original, Mittelrisalit, Traufe mit Holzzierknaggen, Walmdach, Vordach mit Holzzierelementen | 09226554 |
| Direkt Bild zu diesem Denkmal hochladen | Lutherhof; Kirchgemeindehaus | Dr.-Robert-Koch-Straße 20 (Karte)              | 1920er Jahre                                                                                                  | Expressionistische Architektur mit spitzbogigen Arkaden im Eingangsbereich, darüber Dachturm mit Kupferturmhelm, baugeschichtlich und ortsgeschichtlich von Bedeutung, Fenster original, zum Teil mit Bleiverglasungen, vier Dachhäuschen, Satteldach | 09226553 |
| Direkt Bild zu diesem Denkmal hochladen | Villa (ohne rückwärtigen Anbau) mit Einfriedung und Villengarten | Eichendorffstraße 10 (Karte)                   | Bezeichnet mit 1899                                                                                           | Klinkerbau mit Sandsteinzierelementen, Gartengelände gehörte wohl ursprünglich mit Grundstück Fröbelstraße 9 zusammen, siehe auch dort, baugeschichtlich und gartenkünstlerisch von Bedeutung, zweigeschossig, roter Klinker mit Sandsteinzierelementen, Holzziergiebel, Zierknaggen, Walmdach mit weitem Dachüberstand | 09226566 |
| Direkt Bild zu diesem Denkmal hochladen | Mietshaus | Eichendorffstraße 17 (Karte)                   | Um 1900 | Städtischer Anspruch, Putzbau mit Zierfachwerk und Eckerker, Ecklage, baugeschichtlich und straßenbildprägend von Bedeutung, dreigeschossig, polygonaler Erker an der Straßenecke, schlichte Putzgliederung, Fenster zum Teil original, Giebel mit Schmuckfachwerk und Verzierungen, Verbretterung unterhalb der Traufe und Ortgänge, Walmdach, ehemals Arbeiterwohnungen | 09226568 |
| Weitere Bilder                          | Wohnhaus (Umgebinde) | Ernst-Thälmann-Platz 2 (Karte)                 | Bezeichnet mit 1848 (Türsturz)                                                                                | Doppelstubenhaus, Obergeschoss Fachwerk, baugeschichtlich und platzbildprägend von Bedeutung, doppelte Blockstube, Umgebindesäulen verziert, Türstock und Eingangsfenstergewände aus Granit, Fenster erneuert Oberstock Fachwerk verbrettert, Krüppelwalmdach | 09226543 |
| Weitere Bilder                          | Wohnhaus (Umgebinde) | Ernst-Thälmann-Platz 3 (Karte)                 | Bezeichnet mit 1818 (Türsturz)                                                                                | Baugeschichtlich und straßenbildprägend von Bedeutung, ohne Anbau, profilierte Umgebinde-Ständer, Fenster erneuert, Türstock und Eingangsfenstergewände aus Naturstein, Ladeneinbau (jünger), Oberstock verschiefert, Krüppelwalmdach | 09226672 |
| Weitere Bilder                          | Wohnhaus (Umgebinde) | Ernst-Thälmann-Platz 4 (Karte)                 | Um 1800 | Obergeschoss Fachwerk, baugeschichtlich und platzbildprägend von Bedeutung, Tür und massiver Teil verändert, Oberstock Fachwerk verbrettert, Fenstergiebel im Oberstock zum Teil original, schmale Schleppgaube, Krüppelwalmdach | 09226542 |
| Weitere Bilder                          | Wohnhaus (Umgebinde) | Ernst-Thälmann-Straße 4 (Karte)                | Mitte 19. Jahrhundert                                                                                         | Doppelstubenhaus, Obergeschoss Fachwerk, baugeschichtlich und sozialgeschichtlich von Bedeutung, doppelte Blockstube, Umgebinde und Fenster erneuert, Korbbogen, balusterartige Umgebindesäulen, Oberstock verkleidet, Dachhecht, Krüppelwalmdach | 09226634 |
| Direkt Bild zu diesem Denkmal hochladen | Fabrikantenvilla, ehem. Katholische Pfarrei St. Joseph und Kapelle, mit Garten und Einfriedung | Ernst-Thälmann-Straße 5 (Karte)                | Ende 19. Jahrhundert                                                                                          | Klinkerbau mit Sandsteinzierelementen, baugeschichtlich und ortsgeschichtlich von Bedeutung, zweigeschossig, ohne Anbau 1936 durch den Ebersbacher Pfarrvikar Pfisterhammer für die Kirchgemeinde erworben und als Kapelle genutzt, ab 1953 Pfarrkirche, 2020 Abschiedsmesse, 2021 verkauft | 09226699 |
| Weitere Bilder                          | Wohnhaus (Umgebinde) | Ernst-Thälmann-Straße 6 (Karte)                | Bezeichnet mit 1876 (Türsturz)                                                                                | Doppelstubenhaus, Obergeschoss Fachwerk, baugeschichtlich und sozialgeschichtlich von Bedeutung, doppelte Blockstube, Eingang massiv, Umgebinde und Fenster erneuert, balusterartige Umgebindesäulen, Korbbogen, Oberstock Fachwerk verkleidet, Fledermausgauben, Krüppelwalmdach | 09226633 |
| Weitere Bilder                          | Wohnhaus (Umgebinde) | Ernst-Thälmann-Straße 10 (Karte)               | Ende 19. Jahrhundert                                                                                          | Doppelstubenhaus, Obergeschoss Fachwerk, baugeschichtlich und sozialgeschichtlich von Bedeutung, doppelte Blockstube, balusterartige Umgebindesäulen, Umgebinde erneuert, Türgewände aus Granit, Korbbogen, Fenster erneuert, Oberstock Fachwerk verbrettert, mit dekorativer Bogenleiste unten abschließend, Fledermausgauben, Krüppelwalmdach | 09226632 |
| Direkt Bild zu diesem Denkmal hochladen | Villa Thiele, Villa mit Villengarten und Einfriedung | Ernst-Thälmann-Straße 20 (Karte)               | Bezeichnet mit 1908 (Rundbogenportal); 1908 (Reformgarten)                                                    | Bau stattlich im Reformstil, Einfriedung mit schmiedeeisernen Gittern und Toren, zeitgleich entstandener Reformgarten, Architekt Rudolf Bitzan, baugeschichtlich, gartenkünstlerisch und straßenbildprägend von Bedeutung, Villa zweigeschossig, massiv, unregelmäßiger Grundriss, Fledermausgauben, abgerundetes Walmdach, Innenausstattung erhalten, aufwändige Einfriedung mit Schmuckfeldern, am Rundbogenportal bezeichnet 1908, Villengarten mit Senkfläche, die von vier Säuleneichen eingefasst wird, eine Treppe führt in des Senkgarten, hinter dem nördlichen und südlichen Eingangstor je eine zweireihige Spitzahorn-Allee | 09226881 |
| Direkt Bild zu diesem Denkmal hochladen | Straßengeländer | Ernst-Thälmann-Straße 36 (bei) (Karte)         | 2. Hälfte 19. Jahrhundert                                                                                     | Schmiedeeisen mit klassizistischen Verzierungen, straßenbildprägend | 09226545 |
| Weitere Bilder                          | Teil der ehemaligen Buntweberei und Färberei C. G. Hoffmann, Lautex; Wohnhaus (Umgebinde, Haus A), Feuerwehrhaus (Haus S) und Wasserturm | Ernst-Thälmann-Straße 38, 42 (Karte)           | 1809 (Wohnhaus); 1921 (Wasserturm); Ende 19. Jahrhundert (Feuerwehr)                                          | Umgebindehaus eines der Stammhäuser der Hoffmanns (siehe Karl-Liebknecht-Straße 12c und Rudolf-Breitscheid-Straße 27), wirtschaftsgeschichtlich, baugeschichtlich, technikgeschichtlich und ortsgeschichtlich von Bedeutung. Die Firma C. G. Hoffmann zählte bereits Ende des 19. Jahrhunderts zu den deutschlandweit führenden Unternehmen der Baumwollindustrie. So existierten auf dem großen Produktionsgelände an der Ernst-Thälmann-Straße nicht nur zahlreiche Produktionsgebäude, sondern auch weitere Versorgungseinrichtungen, wie z. B. eine betriebseigene Feuerwehr. Zur Sicherung des u. a. durch die Färberei gestiegenen Wasserbedarfs und als Löschwasserreserve erweiterte man das Feuerwehrgerätehaus in den Jahren 1920/21 westlich um einen konstruktiv modernen Stahlbetonwasserturm. Gestalterisch zeigt sich der runde Turm, der auf einen Entwurf der ebenfalls bauausführenden, ortsansässigen Beton- und Eisenbetonbaufirma Roth A.G. zurückgeht, jedoch traditionell. So greift er z. B. in der Gestaltung des Sockelgesimses und den Verdachungen der rundbogigen Fenster im ersten Obergeschoss die Akzentuierungen des Feuerwehrhauses – rote Klinker auf glatter, hell gefasster Putzfassade – wieder auf. Das Behältergeschoss kragt leicht aus und ist durch Lisenen, zwischen denen jeweils ein hochrechteckiges Fenster sitzt, gegliedert. Besonders auffällig und ebenfalls in Beton ist das Eingangsportal gestaltet. Es zitiert eine Tempelfront mit umlaufendem, stilisierten Eierstab und Tympanon, in dem eine aufgehende Sonne sowie die Jahreszahl 1921 abgebildet sind und war durch zusätzliche Gedenktafeln beiderseits der Tür bauzeitlich als Mahnmal für die Gefallenen des Unternehmens gestaltet. Eine ortsbildprägende Wirkung erlangt der Wasserturm durch das markante, schiefergedeckte Kegeldach, das mit einer Laterne abschließt und über vier runde Okuligauben mit Radfenstern belichtet wird. Im Jahr 2012 wurden Wasserturm und Feuerwehrgebäude umfassend saniert. Sowohl die beiden zweigeschossig angeordneten Stahlbetonwasserbehälter (Fassungsvermögen 140 m³/ 60 m³) als auch die zugehörigen Rohrleitungen wurden dabei erhalten. Als Zeugnis des Industriestandorts der ehemaligen Buntweberei und Färberei C. G. Hoffmann ist der Wasserturm ortsgeschichtlich von Bedeutung. Zugleich ist er aufgrund seiner Ausführung und einzigartigen Gestaltung bau- und technikgeschichtlich bedeutend. - Feuerwehrhaus (Haus S): zweigeschossig, Fachwerk ausgemauert, Mittelrisalit, Zierknaggen, seichtes Satteldach - Wasserturm: massiv, rund, profiliertes übergiebeltes Eingangsportal, bezeichnet, Kegeldach mit hölzerner Laterne, einzigartig im Ort - Wohnhaus (Umgebinde): Türstock und Eingangsfenstergewände aus Granit, Oberstock Fachwerk, Fledermausgauben, Krüppelwalmdach Im Umgebindehaus Art déco Ausstattung, Wandtapeten toile de jouy, alles vollständig und höchst singulär. | 09226805 |
| Direkt Bild zu diesem Denkmal hochladen | Wohnhaus (Umgebinde) | Feldweg 1 (Karte)                              | Ende 19. Jahrhundert                                                                                          | Eingeschossiges Doppelstubenhaus mit Drempel, baugeschichtlich und sozialgeschichtlich von Bedeutung, doppelte Blockstube, Umgebinde verkleidet, Türstock und Eingangsfenstergewände aus Naturstein, Holzzierelemente im Giebel, Drempelgeschoss verschiefert, mittiges, breites Dachhaus, Fenster erneuert | 09226643 |
| Direkt Bild zu diesem Denkmal hochladen | Wohnhaus | Feldweg 3 (Karte)                              | Um 1900 | Putzbau mit Zierfachwerk, baugeschichtlich von Bedeutung, Drempelgeschoss und Giebel mit Sichtfachwerk, Frontispiz zum Teil verbrettert, Dachgaupe, Krüppelwalmdach, Blitzableiter | 09226644 |
| Direkt Bild zu diesem Denkmal hochladen | Wohnhaus (Umgebinde) | Forststraße 10 (Karte)                         | Um 1850 | Eingeschossig, trotz Veränderungen noch Beispiel für die ortstypische Holzbauweise, baugeschichtlich von Bedeutung, zur Forststraße massiv ausgebaut, Hechtgaupe, zwei alte Blitzableiter | 09274976 |
|                                         | Wohnhaus (Umgebinde) mit integrierter Scheune | Frauenstraße 1 (Karte)                         | Mitte 19. Jahrhundert                                                                                         | Eingeschossig, baugeschichtlich und sozialgeschichtlich von Bedeutung, Eingang massiv, Giebel verschiefert, abgeschlepptes Satteldach mit weitem Dachüberstand, Fenster erneuert | 09226675 |
|                                         | Wohnhaus (Umgebinde) | Frauenstraße 2 (Karte)                         | Ende 19. Jahrhundert                                                                                          | Obergeschoss Fachwerk, baugeschichtlich und sozialgeschichtlich von Bedeutung, Obergeschoss und Giebel mit aufwendigem Fachwerk, zum Teil verbrettert, Umgebinde und Blockstube verschalt, zum Teil mit Kerbschnitt, altes Türblatt, profiliertes Gewände, Fenster Obergeschoss in originaler Größe, Erdgeschoss im massiven Teil verändert | 09274975 |
| Direkt Bild zu diesem Denkmal hochladen | Wohnhaus | Frauenstraße 17 (Karte)                        | Um 1800 | Eingeschossiger massiver Bau mit sehr hohem Satteldach, baugeschichtlich von Bedeutung, Sandsteingewände, Fenster original, steiler Giebel, Giebeldreieck verbrettert, Schleppdach | 09226673 |
| Direkt Bild zu diesem Denkmal hochladen | Jahn-Turnhalle mit Einfriedung und Toreinfahrt | Friedrich-Ludwig-Jahn-Straße 1 (Karte)         | 1926 | Putzbau mit aufwändigem Portal, baugeschichtlich und ortsgeschichtlich von Bedeutung, schlichte Putzgliederung, rundbogiger Portaleingang, Rundbogenportal mit Säulenstellung, Balkon, Turm mit Uhr | 09226747 |
| Direkt Bild zu diesem Denkmal hochladen | Wohnhaus (Umgebinde) | Friedrich-Ludwig-Jahn-Straße 6 (Karte)         | Ende 19. Jahrhundert                                                                                          | Eingeschossiges Doppelstubenhaus mit Drempel, baugeschichtlich und sozialgeschichtlich von Bedeutung, doppelte Blockstube, Drempelgeschoss und Giebel verbrettert, mit dekorativer Bogenleiste unten abschließend, breiter, mittiger Dacherker, Dachhäuschen, Satteldach, Fenster erneuert | 09226746 |
| Direkt Bild zu diesem Denkmal hochladen | Wohnhaus (Umgebinde) | Friedrich-Ludwig-Jahn-Straße 10 (Karte)        | Nach 1900 | Eingeschossiges Doppelstubenhaus mit Drempel, mit Anklängen an den Schweizerstil, baugeschichtlich und sozialgeschichtlich von Bedeutung, doppelte Blockstube, Drempel verschiefert, Fenster rechts verändert, Dachhäuschen über Eingang | 09274997 |
| Direkt Bild zu diesem Denkmal hochladen | Wohnhaus (Umgebinde) | Fröbelstraße 4 (Karte)                         | Mitte 19. Jahrhundert                                                                                         | Doppelstubenhaus, Obergeschoss Fachwerk, baugeschichtlich und sozialgeschichtlich von Bedeutung, doppelte Blockstube, Türstock und Eingangsfenstergewände aus Naturstein, Oberstock verbrettert und mit dekorativer Bogenleiste abschließend, Giebel verkleidet, Satteldach, Fenster erneuert | 09226840 |
| Direkt Bild zu diesem Denkmal hochladen | Fabrikantenvilla mit Villengarten und Einfriedung | Fröbelstraße 9 (Karte)                         | Um 1900 | Aufwendige Neorenaissancefassade, zum Gartengelände gehörte ursprünglich wohl auch Grundstück Eichendorffstraße 10, siehe auch dort, baugeschichtlich, ortsgeschichtlich und gartenkünstlerisch von Bedeutung, zitiert italienische Renaissanceformen, Rolloverkleidungen aus Blech, Walmdach | 09226802 |
| Weitere Bilder                          | Wohnhaus (Umgebinde), ohne Anbau | Fröbelstraße 10 (Karte)                        | Bezeichnet mit 1787                                                                                           | Doppelstubenhaus, Obergeschoss Fachwerkbaugeschichtlich und sozialgeschichtlich von Bedeutung, doppelte Blockstube, Steinimitation, Korbbogenportal aus Sandstein mit floraler Ornamentik, geschweifte Fenstergewände, Oberstock Fachwerk verbrettert, Krüppelwalmdach | 09226800 |
| Direkt Bild zu diesem Denkmal hochladen | Wohnhaus (Umgebinde) | Fröbelstraße 12 (Karte)                        | 1. Hälfte 19. Jahrhundert                                                                                     | Doppelstubenhaus, Obergeschoss Fachwerk, baugeschichtlich und sozialgeschichtlich von Bedeutung, doppelte Blockstube, Oberstock Fachwerk verbrettert (Steinimitation), Eckverzierungen, Satteldach, Eingangsbereich verändert | 09226801 |
| Direkt Bild zu diesem Denkmal hochladen | Fabrikantenvilla mit Garten und Einfriedung | Fröbelstraße 16 (Karte)                        | Bezeichnet mit 1895                                                                                           | Klinkerbau mit Stilelementen der dt. Neorenaissance, Sandsteinzierelemente, baugeschichtlich und ortsgeschichtlich von Bedeutung, farbige Bleiglasfenster, zum Teil Zierreliefs über Fenstern, zwei Türme, geschweifter Giebel, Vordach | 09226803 |
| Direkt Bild zu diesem Denkmal hochladen | Wohnhaus (Umgebinde), ohne Anbau | Fuchsstraße (Neugersdorf) 2 (Karte)            | 2. Hälfte 19. Jahrhundert                                                                                     | Eingeschossiges Doppelstubenhaus, baugeschichtlich und sozialgeschichtlich von Bedeutung, doppelte Blockstube, Türstock und Eingangsfenstergewände aus Granit, Füllungstür, Umgebindesäulen verziert, Giebel verbrettert, Krüppelwalmdach | 09226808 |
| Direkt Bild zu diesem Denkmal hochladen | Feuerwehrturm mit Garagengebäude | Fuchsstraße (Neugersdorf) 4 (Karte)            | Bezeichnet mit 1898 (Fassade)                                                                                 | Gelber Klinkerbau mit roten Ziersteinen, ortsgeschichtlich von Bedeutung, Fassadengliederung mit rotem Klinker und Sandstein, geschweifter Giebel | 09226807 |
| Direkt Bild zu diesem Denkmal hochladen | Wohnhaus (Umgebinde) mit Einfriedung | Fünfhäuserweg 2 (Karte)                        | 2. Hälfte 19. Jahrhundert                                                                                     | Eingeschossiges Doppelstubenhaus, baugeschichtlich und sozialgeschichtlich von Bedeutung, doppelte Blockstube, eingeschossig, Giebel verschiefert, Dachhäuschen, Satteldach, Umgebindesäulen verziert, Fenster verändert | 09226563 |
| Direkt Bild zu diesem Denkmal hochladen | Wohnhaus (Umgebinde) ohne Anbau, mit Einfriedung | Fünfhäuserweg 3 (Karte)                        | Mitte 19. Jahrhundert                                                                                         | Eingeschossiges Doppelstubenhaus, baugeschichtlich und sozialgeschichtlich von Bedeutung, eingeschossig, doppelte Blockstube, Eingang mit Steinimitation, Türstock aus Naturstein, Tür original, Fenster verändert, Giebel verbrettert, Frackdach, ohne Anbau | 09226564 |
| Direkt Bild zu diesem Denkmal hochladen | Wohnhaus (ehemaliges Umgebindehaus) | Gabelsbergerstraße (Neugersdorf) 4 (Karte)     | Um 1800 | Obergeschoss Fachwerk, baugeschichtlich und hausgeschichtlich von Bedeutung, Obergeschoss Fachwerk verbrettert, Fenster im Oberstock noch original, Erdgeschoss verändert, Giebel ornamental verschiefert, Dachhecht, Krüppelwalmdach, Vorbau mit Satteldach, Blitzableiter | 09226629 |
|                                         | Wohnhaus (Umgebinde) | Geschwister-Scholl-Straße 1 (Karte)            | Mitte 19. Jahrhundert                                                                                         | Doppelstubenhaus, Obergeschoss Fachwerk, baugeschichtlich, sozialgeschichtlich und straßenbildprägend von Bedeutung, doppelte Blockstube, Türstock aus Granit, Oberstock Fachwerk, verbrettert mit dekorativer Bogenleiste, Krüppelwalmdach, Vorhäuschen aus Holz, Fenster zum Teil erneuert | 09226764 |
|                                         | Wohnhaus (Umgebinde) | Geschwister-Scholl-Straße 2 (Karte)            | Um 1850 | Eingeschossig, trotz Umbauten noch weitgehend im ursprünglichen Erscheinungsbild erhalten, Bestandteil der denkmalwürdigen Umgebungsstruktur, baugeschichtlich und sozialgeschichtlich von Bedeutung, Umgebinde-Verschalung profiliert, kleiner Ornamentfries, Giebelverschieferung, Fenster Giebel vergrößert, Umbauten im hinteren Teil | 09274949 |
|                                         | Wohnhaus (Umgebinde), ohne Anbau | Geschwister-Scholl-Straße 3 (Karte)            | 1. Hälfte 19. Jahrhundert                                                                                     | Eingeschossiges Doppelstubenhaus, trotz entstellendem Anbau zur Straße noch authentisches Beispiel hiesiger Häusler-Bauweise, baugeschichtlich und sozialgeschichtlich von Bedeutung, Giebel verschiefert, alter Baukörper, Umgebinde und Blockstube verschalt, Giebelfenster vergrößert | 09274950 |
|                                         | Wohnhaus (Umgebinde) | Geschwister-Scholl-Straße 4 (Karte)            | Mitte 19. Jahrhundert                                                                                         | Eingeschossig, baugeschichtlich und sozialgeschichtlich von Bedeutung, Giebel verschiefert, Dachhäuschen, Satteldach, Fenster zum Teil erneuert | 09226765 |
|                                         | Wohnhaus (Umgebinde) | Geschwister-Scholl-Straße 5 (Karte)            | 1. Hälfte 19. Jahrhundert                                                                                     | Eingeschossiges Doppelstubenhaus, trotz Veränderungen typisches Beispiel hiesiger Häusler-Bauweise, baugeschichtlich und sozialgeschichtlich von Bedeutung, Blockstube und Umgebinde verschalt, Fenster vergrößert | 09274951 |
|                                         | Wohnhaus (Umgebinde) | Geschwister-Scholl-Straße 6 (Karte)            | 18. Jahrhundert                                                                                               | Eingeschossig, baugeschichtlich und sozialgeschichtlich von Bedeutung, rechts vom Eingang massiv, Türgewände aus Naturstein, verändert, großer Dachhecht, Krüppelwalmdach | 09226763 |
|                                         | Wohnhaus (Umgebinde) | Geschwister-Scholl-Straße 7 (Karte)            | Bezeichnet mit 1869 (Türsturz)                                                                                | Doppelstubenhaus, Obergeschoss Fachwerk, baugeschichtlich und sozialgeschichtlich von Bedeutung, doppelte Blockstube, Türstock und Eingangsfenstergewände aus Sandstein, ornamentiertes Gurtgesims, Oberstock Fachwerk verbrettert, hintere Giebelseite verkleidet, Anbau mit Fachwerk, Dachhecht, Krüppelwalmdach, Blitzableiter, Fenster zum Teil erneuert | 09226754 |
|                                         | Wohnstallhaus (Umgebinde) | Geschwister-Scholl-Straße 8 (Karte)            | Mitte 19. Jahrhundert                                                                                         | Eingeschossiges Doppelstubenhaus, baugeschichtlich und sozialgeschichtlich von Bedeutung, doppelte Blockstube, Türstock aus Naturstein, Giebelfenster verändert, Giebel verbrettert, Frackdach, Dachhecht | 09226762 |
|                                         | Wohnhaus (Umgebinde) | Geschwister-Scholl-Straße 9 (Karte)            | Um 1850 | Eingeschossig, baugeschichtlich und sozialgeschichtlich von Bedeutung, Umgebinde-Teil verkleidet, Giebelfenster vergrößert, Giebel verschiefert | 09274952 |
|                                         | Wohnhaus (Umgebinde), mit Anbau | Geschwister-Scholl-Straße 10 (Karte)           | 2. Hälfte 19. Jahrhundert                                                                                     | Eingeschossiges Doppelstubenhaus, baugeschichtlich und sozialgeschichtlich von Bedeutung, Umgebinde und Blockstube verschalt, Fenster Blockstube originale Größe, alte doppelte Biberschwanzdeckung | 09274953 |
|                                         | Wohnhaus (Umgebinde) | Geschwister-Scholl-Straße 12 (Karte)           | Ende 19. Jahrhundert                                                                                          | Eingeschossiges Doppelstubenhaus mit Drempel, prägender Bestandteil des Straßenbildes, baugeschichtlich und sozialgeschichtlich von Bedeutung, eingeschossig, mit gemauertem Drempel, Giebelseite und Dachhäuschen über Eingang verschiefert, Fenstergrößen original, Schieferdeckung, alter Blitzableiter | 09274954 |
|                                         | Wohnhaus (Umgebinde) | Geschwister-Scholl-Straße 13 (Karte)           | Ende 19. Jahrhundert                                                                                          | Eingeschossig mit Drempel, baugeschichtlich und sozialgeschichtlich von Bedeutung, Türstock aus Granit, Tür original, hölzernes Vorhäuschen, Drempelgeschoss verkleidet, mittiger, breiter Dacherker, Satteldach, verändert | 09226756 |
|                                         | Wohnhaus (Umgebinde) | Geschwister-Scholl-Straße 14 (Karte)           | Ende 19. Jahrhundert                                                                                          | Eingeschossiges Doppelstubenhaus mit Drempel, baugeschichtlich und sozialgeschichtlich von Bedeutung | 09226755 |
|                                         | Wohnhaus | Goethestraße (Neugersdorf) 2 (Karte)           | Um 1900 | Historistisch anspruchsvoll, baugeschichtlich, ortsgeschichtlich und straßenbildprägend von Bedeutung, Rundbogenportal, Vorhalle, verzierte Schlusssteine über Rundbogenfenster, Turm, Zierfachwerk am Giebel, geschweifter Knickgiebel zur Hauptschauseite, variierte Fenstergestaltung, Kellerfenstergitter, farbige Bleiglasfenster | 09226733 |
|                                         | Wohnhaus (Umgebinde) | Goethestraße (Neugersdorf) 7 (Karte)           | Um 1900 | Eingeschossiges Doppelstubenhaus mit Drempel, baugeschichtlich und sozialgeschichtlich von Bedeutung, doppelte Blockstube,Tür- und Eingangsfenstergewände original, Drempelgeschoss ornamental verschiefert, breiter, mittiger Dacherker, Dachhäuschen, Satteldach, zum Teil neue Fenster | 09226704 |
|                                         | Wohnhaus (Umgebinde) | Gottfried-Keller-Straße 1 (Karte)              | Ende 19. Jahrhundert                                                                                          | Eingeschossiges Doppelstubenhaus, baugeschichtlich und sozialgeschichtlich von Bedeutung, doppelte Blockstube, Giebel verschiefert, Satteldach | 09226826 |
|                                         | Wohnhaus (Umgebinde) mit Scheunenanbau | Gottfried-Keller-Straße 14 (Karte)             | 2. Hälfte 19. Jahrhundert                                                                                     | Eingeschossig, prägnante Hanglage, baugeschichtlich und sozialgeschichtlich von Bedeutung, Dachhäuschen, abgeschlepptes Satteldach mit weitem Dachüberstand, verändert | 09226806 |
|                                         | Wohnhaus (Umgebinde) | Hans-Sachs-Straße 6 (Karte)                    | Ende 19. Jahrhundert                                                                                          | Eingeschossiges Doppelstubenhaus mit Drempel, baugeschichtlich und sozialgeschichtlich von Bedeutung, doppelte Blockstube, Eingang massiv, Drempelgeschoss verschiefert, breiter massiver Dacherker, Satteldach, Fenster erneuert, zum Teil verändert | 09226825 |
| Direkt Bild zu diesem Denkmal hochladen | Wohnhaus (Umgebinde) | Hans-Sachs-Straße 9 (Karte)                    | 1. Hälfte 19. Jahrhundert                                                                                     | Eingeschossig, baugeschichtlich und sozialgeschichtlich von Bedeutung, Giebelverschieferung, zum Teil verändert | 09272128 |
| Direkt Bild zu diesem Denkmal hochladen | Wohnhaus (Umgebinde), ohne Anbau und Seitengebäude | Hans-Sachs-Straße 12 (Karte)                   | 18. Jahrhundert                                                                                               | Wohnhaus: eingeschossiges Doppelstubenhaus, bemerkenswert erhaltenes Beispiel für die Holzbauweise, baugeschichtlich und sozialgeschichtlich von Bedeutung, Giebelverschieferung, Fenster der beiden Blockstuben hervorragend erhalten (zum Teil mit traditionellem Schieber innen) | 09271669 |
| Weitere Bilder                          | Fabrikantenvilla, Nebengebäude, Villengarten und Einfriedung | Hauptstraße (Neugersdorf) 2 (Karte)            | 1880er Jahre                                                                                                  | Bauherr Fabrikant Carl Adolf Roscher, repräsentativ in neobarocker Formensprache, baugeschichtlich, baukünstlerisch und gartenkünstlerisch von Bedeutung, Kolossalpilaster, Bruchsteinsockel, Blitzableiter, Eckquadrierung, Fenster mit Ohrenrahmen, Putzgliederung, parkähnlicher Villengarten mit altem Baumbestand | 09226738 |
| Weitere Bilder                          | Wohnhaus (Umgebinde) | Hauptstraße (Neugersdorf) 13 (Karte)           | Ende 19. Jahrhundert                                                                                          | Eingeschossiges Doppelstubenhaus mit Drempel, baugeschichtlich und sozialgeschichtlich von Bedeutung, doppelte Blockstube, Türgewände aus Sandstein, Drempelgeschoss mit vermauertem Fachwerk: breiter, mittiger Dacherker (verbrettert), Frackdach, zum Teil geschweifte Fensterbekleidungen, Fenster erneuert | 09226735 |
| Weitere Bilder                          | Wohnhaus (Umgebinde) | Hauptstraße (Neugersdorf) 16 (Karte)           | 2. Hälfte 19. Jahrhundert                                                                                     | Doppelstubenhaus, Obergeschoss Fachwerk, baugeschichtlich, sozialgeschichtlich und straßenbildprägend von Bedeutung, doppelte Blockstube, Türgewände aus Granit, Fensterbekleidungen mit Konsolen, Tür und Fenster zum Teil original, Oberstock Fachwerk, waagerecht verbrettert, drei Dachhäuschen, Krüppelwalmdach, Ladeneinbau neu, verändert | 09226736 |
| Direkt Bild zu diesem Denkmal hochladen | Mietvilla | Hauptstraße (Neugersdorf) 23 (Karte)           | Ende 19. Jahrhundert                                                                                          | Fassade im Stil der Neorenaissance, baugeschichtlich von Bedeutung, massiv, zweigeschossig, Mittelrisalit, Gurtgesims, vorkragende Fensterverdachungen, Sohlbänke, Walmdach, Dachgitter, Wetterfahne | 09226852 |
| Weitere Bilder                          | Villenartiges Wohnhaus | Hauptstraße (Neugersdorf) 24 (Karte)           | Ende 19. Jahrhundert                                                                                          | Putzbau mit schlichter Putzgliederung, baugeschichtlich von Bedeutung. Zweigeschossig, schlichte Putzgliederung, Gurtgesims, Dachhäuschen, Walmdach, Dachgitter, vorkragende Fensterverdachungen, Holzzierelemente | 09226855 |
| Direkt Bild zu diesem Denkmal hochladen | Villa mit Villengarten und Einfriedung | Hauptstraße (Neugersdorf) 26 (Karte)           | Um 1905 | Bau stark gegliedert mit Treppenturm, Erkern, rustiziertem Sockel, Giebeln und verschiedenen Dachformen in nachwirkendem Historismus, baugeschichtlich und gartenkünstlerisch von Bedeutung, Einfriedung mit gemauerten Pfeilern und Sockeln, eingespannt sind schmiedeeiserne Zaunsfelder | 09226854 |
| Direkt Bild zu diesem Denkmal hochladen | Villa mit Einfriedung | Hauptstraße (Neugersdorf) 33 (Karte)           | Um 1900 | Historisierend mit Anklängen an den Reformstil der Zeit um 1910, baugeschichtlich und straßenbildprägend von Bedeutung, massiv, zweigeschossig, rustikales Mauerwerk, Schleppgauben, Turm mit Drillingsfenstern, steiles Pyramidendach, Fenster mit Sandsteingewänden, Vorhangbogenmotiv, Wetterfahne | 09226847 |
| Direkt Bild zu diesem Denkmal hochladen | Villa, Villengarten und Einfriedung | Hauptstraße (Neugersdorf) 35 (Karte)           | Um 1880 | Historisierender Klinkerbau, baugeschichtlich und gartenkünstlerisch von Bedeutung, zweigeschossig, Klinker, Sandsteinzierelemente, Dachgitter, zeittypische Zierelemente | 09226835 |
| Direkt Bild zu diesem Denkmal hochladen | Weberei und Färberei August Hoffmann; Textilfabrik mit allen noch bestehenden Bauten, dabei drei Gebäude in Hufeisenformation, eingeschossiges Pförtnerhaus, Einfahrt mit schmiedeeisernem Tor sowie Rest des ältesten Baus davor, zwei Hallen mit Sheddächern | Hauptstraße (Neugersdorf) 37 (Karte)           | Um 1900 (Sheddachhalle südlich der Fabrik); 1920er Jahre (Halle westlich der Fabrik); um 1870 (Bruchsteinbau) | Die Sheddachhalle südlich der Fabrik mit Gusseisensäulen und Eisenbindern, die Dach-Konstruktion in Holz, um 1900. Die Halle westlich davon an der Parkstraße wohl 1920er Jahre, architektonisch anspruchsvoll unter Verwendung von Klinker, Gestaltung in Neuer Sachlichkeit, bei Hufeisenbauten westlicher Flügel zyklopisch verlegtes Bruchsteinmauerwerk, Fenster mit Segmentbögen in Klinker, östlicher Flügel Putz mit Segmentbogenfenstern in Klinker, südlicher Flügel Putz mit Segmentbogenfenstern, baugeschichtlich, ortsgeschichtlich und wirtschaftsgeschichtlich von Bedeutung | 09304139 |
| Direkt Bild zu diesem Denkmal hochladen | Wohnhaus | Hauptstraße (Neugersdorf) 38 (Karte)           | Rückgebäude bezeichnet mit 1888                                                                               | Ländlicher Putzbau mit jüngerem Vorhäuschen, baugeschichtlich von Bedeutung, massiv, zweigeschossig, Vorhäuschen, Tierkreiszeichen, Satteldach, Fassade des Anbaus bezeichnet | 09226848 |
| Direkt Bild zu diesem Denkmal hochladen | Villa, Villengarten und Einfriedung, heute Rathaus | Hauptstraße (Neugersdorf) 39 (Karte)           | Um 1870 | Repräsentativer Historismusbau, baugeschichtlich und gartenkünstlerisch von Bedeutung, Palmenmotive an den Dachgiebeln und den Risaliten | 09226561 |
|                                         | VVN-Denkmal | Hauptstraße (Neugersdorf) 41 (Karte)           | Nach 1945 | Ortsgeschichtlich von Bedeutung, dreieckiger Grundriss | 09226562 |
| Direkt Bild zu diesem Denkmal hochladen | Villa und Villengarten | Hauptstraße (Neugersdorf) 41 (Karte)           | 4. Viertel 19. Jahrhundert                                                                                    | Etwa von 1951 bis zur Zusammenlegung mit Ebersbach Rathaus von Neugersdorf, Bauherren waren wohl die Textilfabrikanten Hoffmann, repräsentativer Historismusbau, baugeschichtlich und gartenkünstlerisch von Bedeutung, reich verzierter Mittelrisalit, Jugendstilfenster, reichhaltiger Zierrat | 09226560 |
|                                         | Stein zum Gedenken an den 1. Mai 1890 | Hauptstraße (Neugersdorf) 41 (vor) (Karte)     | 1890 | Geschichtlich von Bedeutung | 09274972 |
|                                         | Schmiede mit Ausstattung und Tanksäule | Hauptstraße (Neugersdorf) 42 (Karte)           | Um 1850 | Gebäude als Relikt ländlicher Bauweise im städtischen Kontext baugeschichtlich, ortsgeschichtlich und technikgeschichtlich von Bedeutung, Tanksäule als eine der letzten sachsenweit erhaltenen von großer verkehrsgeschichtlicher und versorgungsgeschichtlicher sowie technikgeschichtlicher Bedeutung. Schmiede: eingeschossiges massives Gebäude mit Krüppelwalmdach und Satteldach-Anbau im rechten Winkel, Schleppgaube und Giebel, zur Straße hin ornamental verschiefert, darin technische Ausstattung (nicht überprüft, Stand 2015) Tanksäule (Hersteller: Gerätebau Salzkotten): vor dem Gebäude aufgestellte Zapfsäule aus Eisenblech (teils stark angegriffen), Sockel und Kopfteil vorkragend, letzterer mit blau-weiß emaillierten Werbetafeln an den Seiten (mit Aufschrift „B.V.-ARAL“ bzw. dem zugehörigen Signet), mit einem gestuften Blechhelm abschließend, an Vorderseite zwei Blechschilder („Rauchen / Hantieren mit offenem Licht / in 5 m Entfernung / polizeilich verboten“ sowie „Diese Zapfanlage ist / Eigentum der / Benzol-Verband / G. m. b. H. / in Bochum“), Innenraum der Säule mit Pump- und Messeinrichtungen sowie Leitungen zum zugehörigen Unterflurtank, über seitliche Blechtüren zugänglich, derartige Zapfsäulen (in unterschiedlichsten Ausführungen je nach Treibstoff-Marke) zeugen von den Anfängen des Aufbaus eines deutschlandweiten Tankstellennetzes, das mit der stark zunehmenden Dichte an Automobilen zu Beginn des 20. Jahrhunderts notwendig wurde, üblicherweise befanden sich diese einzelnen Zapfanlagen direkt am Wegesrand vor Werkstätten, Geschäften, Drogerien und Gasthäusern, sie wurden aber auch auf den Geländen großer Gutsanlagen oder anderen, auf den motorisierten Verkehr zunehmend angewiesenen Betrieben oder Einrichtungen installiert, in den 1920er Jahren kamen allerdings zunehmend speziell errichtete Tankstellen (überdachte Anlagen, zumeist mit mehreren Zapfsäulen) auf und verdrängten die allein stehenden Zapfsäulen mit der Zeit, insgesamt sind derzeit (Stand 2015) 14 Zapfsäulen als Technische Denkmale erfasst, darunter allerdings keine gleichartige. | 09274973 |
| Direkt Bild zu diesem Denkmal hochladen | Villa mit Einfriedung | Hauptstraße (Neugersdorf) 48 (Karte)           | Um 1880 | Repräsentativer Bau mit Neorenaissancefassade, baugeschichtlich von Bedeutung, zweigeschossig, Mittelrisalit, konsolenartige Fensterverdachungen, Eckquaderung, schlichte Putzgliederung, innen bemalte Kassettendecken, Walmdach, Dachgitter, geschossteilendes Gesims, Holzzierelemente | 09226836 |
| Direkt Bild zu diesem Denkmal hochladen | Villa | Hauptstraße (Neugersdorf) 55 (Karte)           | Bezeichnet mit 1886–1893 (Fassade)                                                                            | Putzbau mit Stilelementen der Neorenaissance, baugeschichtlich und straßenbildprägend von Bedeutung, zweigeschossig, Attikageschoss, Putzgliederung, flaches Walmdach, Palmettenmotiv, zeittypischer Zierrat | 09226831 |
| Direkt Bild zu diesem Denkmal hochladen | Villa, Villengarten und Einfriedung | Hauptstraße (Neugersdorf) 57 (Karte)           | 1885 | Bauherren waren die Webereibesitzer Herzog, baugeschichtlich von Bedeutung, parkähnlicher Villengarten | 09300795 |
| Direkt Bild zu diesem Denkmal hochladen | Wohnhaus (Umgebinde) | Hauptstraße (Neugersdorf) 58 (Karte)           | Bezeichnet mit 1839 (Türsturz)                                                                                | Eingeschossig, baugeschichtlich und sozialgeschichtlich von Bedeutung, Umgebinde verkleidet, Eingang massiv, Fledermausgauben, Krüppelwalmdach, verändert | 09226834 |
| Direkt Bild zu diesem Denkmal hochladen | Villa | Hauptstraße (Neugersdorf) 61 (Karte)           | 1892 | Späthistoristischer Putzbau, erbaut von den Webereibesitzern Herzog, baugeschichtlich von Bedeutung, zweigeschossig, Sandsteingewände, Eckquaderung, Holzzierknaggen, Bleiglasfenster im Giebel, die zugehörige Weberei der Familie Herzog wurde um 2006 abgerissen, siehe auch Grabdenkmal des Leinewebers der Familie Herzog auf dem Neuen Friedhof, Am Friedhof | 09226832 |
| Direkt Bild zu diesem Denkmal hochladen | Wohnhaus und Druckereigebäude | Hauptstraße (Neugersdorf) 65 (Karte)           | Um 1880 | Wohnhaus späthistoristischer Klinkerbau, baugeschichtlich und ortsgeschichtlich von Bedeutung, Wohnhaus massiv, zweigeschossig, Mittelrisalit mit Knickgiebel, Klinker, Walmdach, Druckerei: eingeschossig, Satteldach, Zierelemente auch an den Anbauten | 09226624 |
|                                         | Villa mit Einfriedung | Hauptstraße (Neugersdorf) 66 (Karte)           | Nach 1900 | Beeinflusst von englischer Landhausarchitektur, baugeschichtlich und straßenbildprägend von Bedeutung, zweigeschossig, Sandsteingewände, Putzritzung, Schmuckfachwerk, rückwärtiger Turm, Tür und Fenster original, Balkongitter schmiedeeisern, Jugendstil-Farbglasfenster, Satteldach | 09226571 |
|                                         | Wohnhaus (Umgebinde) mit Anbau | Hauptstraße (Neugersdorf) 68 (Karte)           | 1. Drittel 19. Jahrhundert                                                                                    | Doppelstubenhaus mit Pilastergliederung im Obergeschoss, einzigartig im Ort, baugeschichtlich, sozialgeschichtlich und straßenbildprägend von Bedeutung, doppelte Blockstube, Holzverschalung mit Steinimitation, verzierte Fensterrahmen, klassizistische Ornamentierung, langer Dachhecht, Krüppelwalmdach, neuer Ladeneinbau | 09226589 |
| Direkt Bild zu diesem Denkmal hochladen | Villa mit Einfriedung | Hauptstraße (Neugersdorf) 70 (Karte)           | Um 1900 | Gebäude mit reich ornamentiertem Giebel an der Hauptschauseite, baugeschichtlich und straßenbildprägend von Bedeutung, mittiger Erker, Mansarddach | 09226590 |
| Direkt Bild zu diesem Denkmal hochladen | Villa | Hauptstraße (Neugersdorf) 80 (Karte)           | 1898 (Auskunft)                                                                                               | Gehörte zu Roscher, Webstuhlfabrikant, baugeschichtlich und straßenbildprägend von Bedeutung, zweigeschossig, roter Klinker, Zierelemente aus Sandstein, Jugendstilelemente, Holzziergiebel, Eingang mit Kreuzgratgewölbe, rückwärtiger Wintergarten, Walmdach, Bleiglasfenster, Fenstergitter im Keller und Erdgeschoss | 09226628 |
| Direkt Bild zu diesem Denkmal hochladen | Vierseithof mit zwei Wohnhäusern (eines Umgebinde-Doppelstubenhaus) und zwei Seitengebäuden | Hauptstraße (Neugersdorf) 82 (Karte)           | Bezeichnet mit 1839 (Vorderhaus); bezeichnet mit 1827 (ehemaliges Wohnhaus)                                   | Baugeschichtlich und wirtschaftsgeschichtlich von Bedeutung, Wohnhaus (ehemals): eingeschossig, Türsturz bezeichnet, verbretterter Treppenaufgang, Obergeschoss Fachwerk, Dachhäuschen, Fledermausgauben, Mansardwalmdach, Nebengebäude mit Sichtfachwerk, Vorderhaus: Umgebindewohnhaus, doppelte Blockstube, Umgebinde verkleidet, Eingang massiv, Türsturz bezeichnet, Fenster erneuert, Oberstock verkleidet, großer Dachhecht, Krüppelwalmdach | 09226627 |
| Direkt Bild zu diesem Denkmal hochladen | Wohnhaus (Obergeschoss Fachwerk), Seitengebäude und Einfriedung eines Hakenhofes | Hauptstraße (Neugersdorf) 84 (Karte)           | Bezeichnet mit 1836 (Türsturz)                                                                                | Wohnhaus Obergeschoss Fachwerk, baugeschichtlich von Bedeutung, Erdgeschoss massiv, Obergeschoss (Fachwerk) verkleidet und verbrettert, Schleppgauben, Fledermausgauben Krüppelwalmdach, eingeschossiger Anbau, Erdgeschoss massiv, breite Schleppgaube | 09226626 |
| Direkt Bild zu diesem Denkmal hochladen | Wohnstallhaus (Umgebinde), ohne neuen Anbau | Hauptstraße (Neugersdorf) 86 (Karte)           | Mitte 19. Jahrhundert                                                                                         | Eingeschossiges Doppelstubenhaus, baugeschichtlich und sozialgeschichtlich von Bedeutung, doppelte Blockstube, Giebel verschiefert, Dachhäuschen, Satteldach, ohne neuen Anbau | 09226625 |
| Direkt Bild zu diesem Denkmal hochladen | Wohnhaus (Umgebinde) | Hauptstraße (Neugersdorf) 92a (Karte)          | Bezeichnet mit 1858 (Türsturz)                                                                                | Doppelstubenhaus, Obergeschoss Fachwerk, prägnante Ecklage, baugeschichtlich und sozialgeschichtlich von Bedeutung, doppelte Blockstube, Eingang massiv, Korbbogen, Blockstubenverschalung: Steinimitation, Oberstock Fachwerk verkleidet, Krüppelwalmdach, Laden in Blockstube untergebracht, Fenster erneuert | 09226623 |
| Direkt Bild zu diesem Denkmal hochladen | Wohnhaus (Umgebinde), ohne Anbau | Hauptstraße (Neugersdorf) 98 (Karte)           | Bezeichnet mit 1820 (Türsturz)                                                                                | Doppelstubenhaus, Obergeschoss Fachwerk, baugeschichtlich, sozialgeschichtlich und straßenbildprägend von Bedeutung, doppelte Blockstube, balusterartige Umgebindesäulen, Fenster original, Eingang massiv, Türsturz aus Sandstein, Korbbogen, Blockstuben-Verschalung: Steinimitation, Oberstock Fachwerk verbrettert, Giebel verkleidet, Krüppelwalmdach | 09226608 |
|                                         | Zollamtgebäude | Hauptstraße (Neugersdorf) 106 (Karte)          | 3. Drittel 19. Jahrhundert                                                                                    | Putzbau mit neobarockem Portal in prägnanter Lage, baugeschichtlich und ortsgeschichtlich von Bedeutung, massiv, zweigeschossig, Klinkerverzierung, Putzgliederung zum Teil erhalten, neobarockes Portal mit originaler Tür, darüber wettinisches Wappen, reich gegliedertes Dachgesims, Walmdach, Fenster noch original | 09226609 |
|                                         | Wohnhaus | Heinrich-Heine-Straße (Neugersdorf) 8 (Karte)  | Anfang 20. Jahrhundert                                                                                        | Anklänge an den Reformstil um 1910, baugeschichtlich und straßenbildprägend von Bedeutung, massiv, zweigeschossig, Putzgliederung, Schleppgaube, Walmdach, zeittypischer Zierrat, Fenster erneuert | 09226877 |
| Direkt Bild zu diesem Denkmal hochladen | Wohnhaus (Umgebinde) | Heinrich-Heine-Straße (Neugersdorf) 8a (Karte) | Bezeichnet mit 1880 (Türsturz)                                                                                | Obergeschoss Fachwerk, straßenbildprägend durch erhöhte Lage, baugeschichtlich und sozialgeschichtlich von Bedeutung, Eingang massiv, Oberstock Fachwerk verbrettert mit dekorativer Bogenleiste, Fenster sitzen nicht axial, geschweifte Fensterrahmen, Giebel verkleidet bzw. verbrettert, Satteldach | 09226878 |
|                                         | Wohnhaus (Umgebinde), ohne Anbau | Heinrich-Heine-Straße (Neugersdorf) 9 (Karte)  | 2. Hälfte 19. Jahrhundert                                                                                     | Doppelstubenhaus, Obergeschoss Fachwerk, baugeschichtlich, sozialgeschichtlich und straßenbildprägend von Bedeutung, doppelte Blockstube, Eingang massiv, Oberstock Fachwerk verschiefert, Krüppelwalmdach, Vorhäuschen, verändert | 09226814 |
| Direkt Bild zu diesem Denkmal hochladen | Wohnhaus (Umgebinde) | Heinrich-Heine-Straße (Neugersdorf) 9a (Karte) | Ende 19. Jahrhundert                                                                                          | Eingeschossig mit Drempel, baugeschichtlich und sozialgeschichtlich von Bedeutung, Eingang massiv, Drempelgeschoss verkleidet, Holzzierelemente in den Giebeln, Dachhäuschen, breiter, mittiger Dacherker, Satteldach, Vorhäuschen, verändert | 09226813 |
| Direkt Bild zu diesem Denkmal hochladen | Wohnhaus | Heinrich-Heine-Straße (Neugersdorf) 10 (Karte) | Bezeichnet mit 1878 (Türsturz)                                                                                | Putzbau mit sparsamer Putzgliederung, Ursprungsfunktion sicher herausgehoben, baugeschichtlich von Bedeutung, massiv, zweigeschossig, sparsame Putzgliederung, Dachhecht, Satteldach, rückwärtiger Anbau, Fenstergewände profiliert, Füllungstür original | 09226830 |
|                                         | Wohnhaus (Umgebinde) | Heinrich-Heine-Straße (Neugersdorf) 11 (Karte) | Ende 19. Jahrhundert                                                                                          | Eingeschossiges Doppelstubenhaus mit Drempel, baugeschichtlich, sozialgeschichtlich und straßenbildprägend von Bedeutung, doppelte Blockstube, profilierte Knaggen, mittiger, breiter Dacherker, Satteldach, Giebelfenstergewände im Dacherker, Holzzierelemente | 09226815 |
|                                         | Wohnhaus (Umgebinde) | Heinrich-Heine-Straße (Neugersdorf) 13 (Karte) | Bezeichnet mit 1883                                                                                           | Eingeschossiges Doppelstubenhaus, baugeschichtlich und sozialgeschichtlich von Bedeutung, doppelte Blockstube (Verkleidung: Steinimitation), Dachhecht, Giebel verbrettert, Krüppelwalmdach, Blitzableiter, verändert | 09226816 |
| Direkt Bild zu diesem Denkmal hochladen | Wohnhaus (Umgebinde) | Heinrich-Heine-Straße (Neugersdorf) 14 (Karte) | 2. Hälfte 19. Jahrhundert                                                                                     | Obergeschoss Fachwerk, baugeschichtlich und sozialgeschichtlich von Bedeutung, massiv, Oberstock Fachwerk verkleidet, Türstock und Treppe aus Granit, geschweifte Fensterrahmen, Krüppelwalmdach, zum Teil verändert | 09226817 |
| Direkt Bild zu diesem Denkmal hochladen | Wohnhaus (Umgebinde) | Heinrich-Heine-Straße (Neugersdorf) 16 (Karte) | Ende 19. Jahrhundert                                                                                          | Doppelstubenhaus, Obergeschoss Fachwerk, prägnante Ecklage, baugeschichtlich und sozialgeschichtlich von Bedeutung, Eingang massiv, Oberstock Fachwerk verschiefert, Dachhäuschen, Satteldach, verändert | 09226812 |
| Weitere Bilder                          | Wohnhaus (Umgebinde) | Hohe Straße (Neugersdorf) 1 (Karte)            | 2. Hälfte 19. Jahrhundert                                                                                     | Doppelstubenhaus, Obergeschoss Fachwerk, baugeschichtlich und sozialgeschichtlich von Bedeutung, zweigeschossig, Eingang massiv, Oberstock Fachwerk verschiefert, Fensterrahmen geschweift, Dachhäuschen, Krüppelwalmdach, Ladeneinbau | 09226829 |
| Direkt Bild zu diesem Denkmal hochladen | Wohnhaus | Hohe Straße (Neugersdorf) 2 (Karte)            | Ende 19. Jahrhundert                                                                                          | Klinkerbau mit Sandsteingliederung, baugeschichtlich von Bedeutung, Drempelgeschoss, Frontispiz, Satteldach | 09226876 |
|                                         | Wohnhaus (Umgebinde) | Hohe Straße (Neugersdorf) 7 (Karte)            | Um 1850 | Obergeschoss Fachwerk, weitgehend im originalen Aussehen erhalten, Bestandteil der erhaltenswerten Umgebungsstruktur, baugeschichtlich und sozialgeschichtlich von Bedeutung, Umgebinde und Blockstube verschalt, Fenster Obergeschoss originale Größe, massiver Teil verändert | 09274945 |
|                                         | Wohnhaus (Umgebinde) | Hohe Straße (Neugersdorf) 8 (Karte)            | Um 1850 | Eingeschossiges Doppelstubenhaus, baugeschichtlich und sozialgeschichtlich von Bedeutung, Dachhäuschen, Giebel verschiefert, Holzzierelemente, verzierte Fensterrahmen, Satteldach | 09226819 |
|                                         | Wohnhaus (Umgebinde) | Hohe Straße (Neugersdorf) 9 (Karte)            | Bezeichnet mit 1894 (Türsturz), Kern wesentlich älter                                                         | Eingeschossiges Doppelstubenhaus, baugeschichtlich und sozialgeschichtlich von Bedeutung, doppelte Blockstube, Giebel verkleidet, verändert | 09226821 |
|                                         | Wohnhaus (Umgebinde) | Hohe Straße (Neugersdorf) 10 (Karte)           | Mitte 19. Jahrhundert                                                                                         | Eingeschossig mit Drempel, prägnante Hanglage, baugeschichtlich und sozialgeschichtlich von Bedeutung, Giebel verschiefert, Satteldach | 09226820 |
|                                         | Wohnhaus (Umgebinde) | Hohe Straße (Neugersdorf) 12 (Karte)           | 1. Hälfte 19. Jahrhundert                                                                                     | Eingeschossig, prägnante Hanglage, baugeschichtlich und sozialgeschichtlich von Bedeutung, Giebel verkleidet, Fenster erneuert, zum Teil verändert | 09226822 |
|                                         | Wohnhaus (Umgebinde) | Hohe Straße (Neugersdorf) 14 (Karte)           | 1. Hälfte 19. Jahrhundert                                                                                     | Obergeschoss Fachwerk, baugeschichtlich und sozialgeschichtlich von Bedeutung, unterschiedliche Jochgrößen, Fachwerk verbrettert, Frackdach | 09226823 |
|                                         | Wohnhaus (Umgebinde) | Hohe Straße (Neugersdorf) 14a (Karte)          | 1. Hälfte 19. Jahrhundert                                                                                     | Obergeschoss Fachwerk, nicht inhaltlich zu trennen von Haus Nummer 14, baugeschichtlich und sozialgeschichtlich von Bedeutung, bis auf einige Fenstereinbrüche in der Konstruktion erhaltenes Gebäude, Giebel Fachwerk, verschalt, Umgebinde und Blockstube ebenfalls verschalt, Fenster Obergeschoss teilweise vergrößert | 09274944 |
|                                         | Wohnhaus (Umgebinde) | Hohe Straße (Neugersdorf) 16 (Karte)           | Mitte 19. Jahrhundert                                                                                         | Eingeschossig, baugeschichtlich und sozialgeschichtlich von Bedeutung, Giebel verbrettert, Dachhecht, Satteldach | 09226824 |
|                                         | Wohnhaus (Umgebinde) | Hutung 1 (Karte)                               | Ende 19. Jahrhundert                                                                                          | Eingeschossiges Doppelstubenhaus mit Drempel, baugeschichtlich, sozialgeschichtlich und straßenbildprägend von Bedeutung, doppelte Blockstube, Eingang massiv, Tür original, Fenster erneuert, Drempelgeschoss und Giebel verschiefert, mittiger, breiter Dacherker, Satteldach | 09226648 |
|                                         | Wohnhaus (Umgebinde), ohne Anbau | Hutung 2 (Karte)                               | Ende 19. Jahrhundert                                                                                          | Eingeschossiges Doppelstubenhaus, baugeschichtlich und sozialgeschichtlich von Bedeutung, doppelte Blockstube, Eingang massiv, Giebel verbrettert und verschiefert, Satteldach, verändert | 09226646 |
|                                         | Wohnhaus (Umgebinde) | Hutung 3 (Karte)                               | Ende 19. Jahrhundert                                                                                          | Eingeschossiges Doppelstubenhaus mit Drempel, baugeschichtlich und straßenbildprägend von Bedeutung, doppelte Blockstube, Eingang massiv, Fenster erneuert, Giebel verbrettert, Dachhäuschen mit Holzziergiebel, Satteldach, neuer Windfang | 09226649 |
|                                         | Wohnhaus (Umgebinde) | Hutung 4 (Karte)                               | Ende 19. Jahrhundert                                                                                          | Eingeschossiges Doppelstubenhaus mit Drempel, baugeschichtlich, sozialgeschichtlich und straßenbildprägend von Bedeutung, doppelte Blockstube, Blockstuben-Verschalung: Steinimitation, kannelierte Umgebindesäulen, Vorhäuschen aus Holz, Spannriegel mit Schlussstein, Fenster zum Teil erneuert, Drempelgeschoss und Giebel verschiefert, mittiger, breiter Dacherker, Satteldach, verändert | 09226647 |
| Weitere Bilder                          | Wohnhaus (Umgebinde), mit Anbau | Hutung 10 (Karte)                              | Ende 19. Jahrhundert                                                                                          | Umlaufendes Umgebinde, eingeschossig mit Drempel, baugeschichtlich von Bedeutung, mit umlaufendem Umgebinde, Drempelgeschoss mit Steinimitation, Giebel verschiefert, Holzzierelemente am Ortgang, Satteldach, Fenster zum Teil erneuert, verändert | 09226650 |
|                                         | Wohnhaus (Umgebinde), mit Anbau | Hutung 17 (Karte)                              | Um 1900 | Umlaufendes Umgebinde, im vorderen Teil Obergeschoss Fachwerk, im hinteren Teil eingeschossig mit Drempel, baugeschichtlich von Bedeutung, Oberstock verkleidet, Fenster erneuert, Satteldach, verändert | 09226658 |
|                                         | Wohnhaus (Umgebinde) | Hutung 21 (Karte)                              | Ende 19. Jahrhundert                                                                                          | Eingeschossiges Doppelstubenhaus mit Drempel, baugeschichtlich und sozialgeschichtlich von Bedeutung, doppelte Blockstube, eingeschossig, Eingang massiv, Drempelgeschoss mit Steinimitation an der Traufseite, mittiger, breiter Dacherker (verbrettert), Giebel verschiefert, Frackdach, Vorhäuschen neu, Fenster erneuert | 09226657 |
|                                         | Wohnhaus (Umgebinde), ohne Anbau | Hutung 34 (Karte)                              | Ende 19. Jahrhundert                                                                                          | Eingeschossiges Doppelstubenhaus, baugeschichtlich von Bedeutung, doppelte Blockstube, eingeschossig, Eingang massiv, mittiger, breiter Dacherker, Giebel verschiefert, zwei Dachhäuschen, Satteldach, verändert, Fenster erneuert | 09226656 |
|                                         | Wohnhaus (Umgebinde) | Jakobiweg 2 (Karte)                            | 2. Hälfte 19. Jahrhundert                                                                                     | Doppelstubenhaus, Obergeschoss Fachwerk, baugeschichtlich und sozialgeschichtlich von Bedeutung, doppelte Blockstube, Oberstock Fachwerk verschiefert, Dachhäuschen, Krüppelwalmdach, Rückseite mit vermauertem Sichtfachwerk, neues Vorhäuschen | 09226818 |
| Direkt Bild zu diesem Denkmal hochladen | Firma J. G. Klippel; Kopfbau eines Verwaltungsgebäudes mit Tordurchfahrt | Karl-Liebknecht-Straße 1 (Karte)               | 4. Viertel 19. Jahrhundert                                                                                    | Mit Uhren- und Treppenturm, baugeschichtlich, ortsgeschichtlich und industriegeschichtlich von Bedeutung, straßenbildprägend, viergeschossig, Eckquaderung, Sandsteinfenstergewände, Walmdach, Dachhäuschen, Gurtgesims, Dachgitter, Stahltreppenhaus, innen: vier Wandbilder | 09226875 |
|                                         | Wohnhaus (Umgebinde), ohne Anbau | Karl-Liebknecht-Straße 2 (Karte)               | 1. Hälfte 19. Jahrhundert                                                                                     | Obergeschoss Fachwerk, baugeschichtlich und sozialgeschichtlich von Bedeutung, Oberstock verbrettert, rechts vom Eingang massiv, Ladeneinbau (jünger), Fenster mit geschweiften Giebeln, zum Teil original, Traufseite mit Gurtgesims, Dachhäuschen, Krüppelwalmdach, verändert | 09226739 |
| Direkt Bild zu diesem Denkmal hochladen | Wohnhaus (Umgebinde) und ehemaliges Seitengebäude (zu Wohnzwecken umgebaut) eines Zweiseithofes | Karl-Liebknecht-Straße 5 (Karte)               | 1. Hälfte 19. Jahrhundert (Wohnhaus); 18. Jahrhundert (Seitengebäude)                                         | Wohnhaus Obergeschoss Fachwerk, ehemaliges Seitengebäude mit gedrungenem Fachwerkobergeschoss, ehemalige Oberlaube, baugeschichtlich und straßenbildprägend von Bedeutung, Wohnhaus: Obergeschoss Fachwerk verkleidet, alte Fenster Obergeschoss original, Korbbogenportal mit dreiteiliger Freitreppe, Umgebinde-Ständer profiliert, Krüppelwalmdach mit zwei Fledermausgauben | 09274965 |
|                                         | Wohnhaus (Umgebinde) | Karl-Liebknecht-Straße 7 (Karte)               | Um 1850 | Obergeschoss Fachwerk, trotz Ladeneinbaus Baukörper weitgehend original erhalten, baugeschichtlich von Bedeutung, Umgebinde und Blockstube verschalt, Obergeschoss und Giebel Fachwerk verschiefert, Fenster Obergeschoss originale Größe, Krüppelwalmdach | 09274964 |
|                                         | Wohnstallhaus (Umgebinde) und Handschwengelpumpe | Karl-Liebknecht-Straße 8b (Karte)              | Bezeichnet mit 1853 (Türsturz)                                                                                | Obergeschoss Fachwerk, baugeschichtlich und sozialgeschichtlich von Bedeutung, Türstock und Eingangsfenstergewände aus Granit, balusterartige Umgebindesäulen, Fenster erneuert, Füllungstür original, Hauseingang massiv, rechts davon Bruchsteinmauerwerk sichtbar, Oberstock Fachwerk verkleidet, Krüppelwalmdach | 09226796 |
| Direkt Bild zu diesem Denkmal hochladen | Wohnhaus und zwei Seitengebäude eines Bauernhofes | Karl-Liebknecht-Straße 9 (Karte)               | 1. Hälfte 19. Jahrhundert                                                                                     | Wohnhaus Obergeschoss Fachwerk, alte hölzerne Scheune, Dreiseitstruktur im Kontext singulär, baugeschichtlich und wirtschaftsgeschichtlich von Bedeutung, Obergeschoss und Giebel Fachwerk verkleidet, Granitportal profiliert, Freitreppe fünfteilig, altes Türblatt, Fenster Obergeschoss originale Größe, Krüppelwalmdach | 09274963 |
|                                         | Wohnhaus (Umgebinde) | Karl-Liebknecht-Straße 10 (Karte)              | Um 1850 | Eingeschossiges Doppelstubenhaus, baugeschichtlich und sozialgeschichtlich von Bedeutung, doppelte Blockstube, Eingang massiv, Giebel verbrettert, Frackdach, Tür neu, verändert | 09226740 |
|                                         | Wohnhaus (Umgebinde), mit Anbau | Karl-Liebknecht-Straße 11 (Karte)              | 1. Hälfte 19. Jahrhundert                                                                                     | Obergeschoss Fachwerk, baugeschichtlich und sozialgeschichtlich von Bedeutung, Obergeschoss und Giebel Fachwerk verkleidet, doppelte Blockstube verschalt, profilierte Umgebindeständer, Fenster Obergeschoss originale Größe | 09274961 |
|                                         | Wohnhaus (Umgebinde), ohne Anbau | Karl-Liebknecht-Straße 12 (Karte)              | 1. Hälfte 19. Jahrhundert                                                                                     | Eingeschossig, baugeschichtlich von Bedeutung, 3/3 Joche, Satteldach | 09303531 |
|                                         | Wohnhaus (Umgebinde) | Karl-Liebknecht-Straße 12a (Karte)             | Mitte 19. Jahrhundert                                                                                         | Eingeschossiges Doppelstubenhaus, baugeschichtlich und sozialgeschichtlich von Bedeutung, Umgebinde zum Teil erneuert, doppelte Blockstube, Giebel verbrettert, Satteldach | 09226797 |
|                                         | Wohnhaus (Umgebinde) | Karl-Liebknecht-Straße 12b (Karte)             | 1. Hälfte 19. Jahrhundert                                                                                     | Obergeschoss Fachwerk, baugeschichtlich und sozialgeschichtlich von Bedeutung, Obergeschoss und Giebel Fachwerk verschalt, schönes profiliertes Umgebinde, Fenster Obergeschoss originale Größe | 09274962 |
|                                         | Weberei und Färberei August Hoffmann; Wohnhaus (Umgebinde) mit Umgebinde-Anbau und Einfriedung | Karl-Liebknecht-Straße 12c (Karte)             | Um 1800 | Doppelstubenhaus, Obergeschoss Fachwerk, war Stammhaus der Weberei Hauptstraße 37 von August Hoffmann, baugeschichtlich und wirtschaftsgeschichtlich von Bedeutung, doppelte Blockstube (verschalt mit Steinimitation), Türstock und Eingangsfenstergewände aus Granit, Oberstock Fachwerk verbrettert, mit dekorativer Bogenleiste abschließend, Dachhäuschen, Krüppelwalmdach, Fenster nicht axial | 09226798 |
|                                         | Wohnhaus (Umgebinde) | Karl-Liebknecht-Straße 14 (Karte)              | Um 1850 | Eingeschossiges Doppelstubenhaus, baugeschichtlich und sozialgeschichtlich von Bedeutung, doppelte Blockstube, altes Türblatt, Fenster der Blockstube weitgehend in originaler Größe, Krüppelwalmdach mit Schleppgaube, doppelte alte Biberschwanzdeckung | 09274960 |
|                                         | Wohnhaus (Umgebinde) | Karl-Liebknecht-Straße 15 (Karte)              | 1. Hälfte 19. Jahrhundert                                                                                     | Umlaufendes Umgebinde, Obergeschoss Fachwerk, straßenbildprägend durch erhöhte Lage, baugeschichtlich von Bedeutung, Bruchsteinsockel, zweigeschossig, Blockstuben-Verschalung: Steinimitation, große Schleppgaube mit rundbogigen Drillingsfenstern, Krüppelwalmdach, klassizistische Zierelemente, verändert | 09226741 |
|                                         | Doppelwohnhaus (Umgebinde) | Karl-Liebknecht-Straße 16, 18 (Karte)          | Um 1800 | Eingeschossiges Doppelstubenhaus, baugeschichtlich und sozialgeschichtlich von Bedeutung, alter Dachstuhl, Hechtgaupe, doppelte Blockstube verschalt, Umgebinde bei Nummer 16 mit Kerbschnitt | 09274959 |
|                                         | Wohnhaus (Umgebinde), ohne Anbau | Karl-Liebknecht-Straße 21 (Karte)              | Bezeichnet mit 1841 (Türsturz)                                                                                | Obergeschoss Fachwerk, baugeschichtlich und sozialgeschichtlich von Bedeutung, doppelte Blockstube, Umgebinde zum Teil erneuert, Tür- und Eingangsfenstergewände aus Granit, Tür original, Fenster zum Teil erneuert, Oberstock verbrettert, Krüppelwalmdach | 09226743 |
|                                         | Wohnhaus (Umgebinde) | Karl-Liebknecht-Straße 22 (Karte)              | Um 1850 | Eingeschossiges Doppelstubenhaus, baugeschichtlich und sozialgeschichtlich von Bedeutung, doppelte Blockstube, eingeschossig, Türstock und Eingangsfenstergewände aus Granit, ausgesägte Randbretter mit Stichen, Sichtfachwerk im Giebel, große Schleppgaube, Krüppelwalmdach | 09226742 |
|                                         | Wohnhaus (Umgebinde) | Karl-Liebknecht-Straße 23 (Karte)              | Bezeichnet mit 1844 (Türsturz)                                                                                | Ehemals Wohnstallhaus, Obergeschoss Fachwerk, baugeschichtlich und straßenbildprägend von Bedeutung, links vom Eingang massiv, Oberstock Fachwerk, verbrettert mit dekorativer Abschlussleiste, Türstock und Eingangsfenstergewände aus Naturstein, Krüppelwalmdach, Granittreppe, Fenster erneuert, verändert | 09226744 |
|                                         | Wohnhaus (Umgebinde), ohne Anbau | Karl-Liebknecht-Straße 25 (Karte)              | Bezeichnet mit 1833 (Türsturz)                                                                                | Doppelstubenhaus, Obergeschoss Fachwerk, baugeschichtlich und straßenbildprägend von Bedeutung, doppelte Blockstube, Oberstock Fachwerk verkleidet, Türstock und Eingangsfenstergewände aus Granit, neue Fenster, zum Teil verändert, Krüppelwalmdach | 09226748 |
|                                         | Wohnhaus (Umgebinde) | Karl-Liebknecht-Straße 26 (Karte)              | 1. Hälfte 19. Jahrhundert                                                                                     | Eingeschossig, baugeschichtlich und sozialgeschichtlich von Bedeutung, Umgebinde-Ständer und Blockstuben-Verschalung profiliert, Giebelverbretterung, Fenster im Giebel und in Blockstube vergrößert, massiver Teil Erdgeschoss verändert | 09274957 |
|                                         | Wohnhaus (Umgebinde) | Karl-Liebknecht-Straße 27 (Karte)              | Um 1850 | Obergeschoss Fachwerk, baugeschichtlich und straßenbildprägend von Bedeutung, Obergeschoss und Giebel Fachwerk, zweifarbig verschiefert, Umgebinde-Ständer profiliert, Fenster Obergeschoss originale Größe, massiver Teil im Erdgeschoss verändert | 09274955 |
| Direkt Bild zu diesem Denkmal hochladen | Wohnhaus (Umgebinde) | Karl-Liebknecht-Straße 28 (Karte)              | Um 1850 | Eingeschossiges Doppelstubenhaus, baugeschichtlich und sozialgeschichtlich von Bedeutung, doppelte Blockstube verkleidet, neue Biberschwanzdeckung, Hechtgaupe, Fenstergrößen weitgehend erhalten | 09274956 |
|                                         | Wohnhaus (Umgebinde) | Karl-Liebknecht-Straße 31 (Karte)              | Um 1850 | Eingeschossiges Doppelstubenhaus, baugeschichtlich und sozialgeschichtlich von Bedeutung, mit doppelter Blockstube, Fenster im Giebel vergrößert | 09274966 |
| Direkt Bild zu diesem Denkmal hochladen | Umgebindewohnhaus mit Ladenausbau und Schuhmacherwerkstatt | Karl-Liebknecht-Straße 32 (Karte)              | 1. Hälfte 19. Jahrhundert (Wohnhaus); 1925 (Schusterwerkstatt)                                                | Obergeschoss Fachwerk verschiefert, Satteldach, links der Haustür Umgebinde und Blockstube, der rechte, massive Teil 1925 in Klinker zum Laden des Schumachers aus- und angebaut, kragt an der Giebelseite im Erdgeschoss aus, zur Straße ist der Laden-Überstand für eine Ladentür abgeschrägt, diese in der Ausführung einschließlich in Fraktur eingefräster Schrift „E. Haberland“ und Türklinke original erhalten, Blockstube mit schönster Decke mit profilierten Balken mit schrägen Kriecher-Decker-Einschüben, Schiebeläden, hier die in ihrer Ausstattung vollständig erhalte Schuster-Werkstatt, die Werkzeuge und Maschinen gehen bis ins Jahr 1925 zurück, baugeschichtliche, ortsgeschichtliche und handwerksgeschichtlich-technische Bedeutung | 09307507 |
|                                         | Wohnhaus (Umgebinde) mit Einfriedung | Karl-Liebknecht-Straße 34 (Karte)              | 18. Jahrhundert                                                                                               | Doppelstubenhaus, Obergeschoss Fachwerk, baugeschichtlich und straßenbildprägend von Bedeutung, doppelte Blockstube, unregelmäßige Jochgröße im Umgebinde, Steinimitation, Oberstock verschiefert, Satteldach, Tür und Fenster erneuert | 09226745 |
|                                         | Wohnhaus (Umgebinde), ohne Anbau | Karl-Liebknecht-Straße 35 (Karte)              | Bezeichnet mit 1802                                                                                           | Doppelstubenhaus, Obergeschoss Fachwerk, baugeschichtlich und straßenbildprägend von Bedeutung, doppelte Blockstube, Eingang massiv, zweigeschossig, Oberstock Fachwerk, verschiefert, Krüppelwalmdach, ohne Anbau, Vorhäuschen 1930/40 | 09226670 |
|                                         | Wohnhaus (Umgebinde) | Karl-Liebknecht-Straße 37 (Karte)              | Um 1850 | Eingeschossiges Doppelstubenhaus, baugeschichtlich und sozialgeschichtlich von Bedeutung, doppelte Blockstube, Umgebinde verkleidet, Türstock aus Granit, Giebel verkleidet, Dachhäuschen, Satteldach, Fenster zum Teil erneuert | 09226758 |
| Direkt Bild zu diesem Denkmal hochladen | Wohnhaus (Umgebinde) | Karl-Liebknecht-Straße 38 (Karte)              | 1. Hälfte 19. Jahrhundert                                                                                     | Eingeschossiges Doppelstubenhaus, baugeschichtlich und sozialgeschichtlich von Bedeutung, doppelte Blockstube, eingeschossig, Giebel und Anbau verbrettert, Giebel verschiefert, Dachhäuschen, Satteldach, Fenster zum Teil neu, verändert, Abbruchgenehmigung erteilt am 16. Juli 2008, 21. Juni 2010, um 2 Jahre verlängert mit Schreiben vom 8. August 2012 | 09226751 |
|                                         | Wohnhaus (Umgebinde) | Karl-Liebknecht-Straße 39 (Karte)              | Bezeichnet mit 1835 (Türsturz)                                                                                | Doppelstubenhaus, Obergeschoss Fachwerk abgetragen, Dach neu, trotzdem baugeschichtlich von Bedeutung (ursprünglich Obergeschoss Fachwerk verbrettert), doppelte Blockstube, Türstock und Eingangsfenstergewände aus Sandstein, geschweifte Fensterbekleidungen, Dachhecht, Satteldach | 09226676 |
|                                         | Wohnhaus (Umgebinde), ohne jüngeren Anbau | Karl-Liebknecht-Straße 40 (Karte)              | 1. Hälfte 19. Jahrhundert                                                                                     | Eingeschossiges Doppelstubenhaus, baugeschichtlich und sozialgeschichtlich von Bedeutung, doppelte Blockstube, eingeschossig, Blockstuben-Verschalung: Steinimitation, Dachhäuschen, Satteldach, jüngerer Anbau mit Laube, verbretterter Aufgang, Obergeschoss verbrettert, Krüppelwalmdach | 09226752 |
|                                         | Wohnhaus (Umgebinde) | Karl-Liebknecht-Straße 44 (Karte)              | Um 1850 | Eingeschossiges Doppelstubenhaus, baugeschichtlich und sozialgeschichtlich von Bedeutung, eingeschossig, doppelte Blockstube und Umgebinde verschalt, ornamentierter Trauffries, Satteldach mit Hechtgaupe und Aufschiebling, alte Biberschwanzdeckung, Fenster Blockstube nicht im denkmalpflegerischen Sinn, zwei alte Blitzableiter | 09274967 |
|                                         | Wohnstallhaus (Umgebinde) | Karl-Liebknecht-Straße 46 (Karte)              | Bezeichnet mit 1834 (Türsturz)                                                                                | Obergeschoss Fachwerk, baugeschichtlich und sozialgeschichtlich von Bedeutung, Umgebinde-Verschalung: Steinimitation, Tür original, Fensterrahmen mit Giebel, Oberstock Fachwerk, waagerecht verbrettert, Fenster im Umgebinde zum Teil aus der Achse, Satteldach | 09226757 |
|                                         | Wohnhaus (Umgebinde) | Karl-Liebknecht-Straße 49 (Karte)              | Um 1850 | Eingeschossig, baugeschichtlich und sozialgeschichtlich von Bedeutung, mit profiliertem Umgebinde-Ständer und verschalter Blockstube, Giebelseiten nicht im denkmalpflegerischen Sinne verputzt | 09274968 |
| Direkt Bild zu diesem Denkmal hochladen | Möbelfabrik Hille; Wohnhaus (Umgebinde) und daran angebautes Wohnhaus mit Fabrikgebäude | Karl-Liebknecht-Straße 50 (Karte)              | Um 1800 (Umgebinde); Anfang 20. Jahrhundert (Wohnhaus und Möbelfabrikanlagenteil)                             | Umgebindehaus eingeschossig, jüngeres Wohnhaus zweigeschossig, verputzt mit Putzgliederung und Eckerker über Eingangsbereich, angebautes Fabrikgebäude dreigeschossig, verputzt mit einfacher Putzgliederung, im Erdgeschoss Segmentbögen, Mansarddächer, baugeschichtlich und ortsgeschichtlich von Bedeutung | 09303533 |
|                                         | Wohnhaus (Umgebinde) | Karl-Liebknecht-Straße 51 (Karte)              | Bezeichnet mit 1839 (Türsturz)                                                                                | Obergeschoss Fachwerk, baugeschichtlich und sozialgeschichtlich von Bedeutung, steinerner Türstock, Korbbogen, Oberstock Fachwerk, verschiefert, Fledermausgauben, Krüppelwalmdach, Fenster original | 09226680 |
|                                         | Wohnhaus (Umgebinde) | Karl-Liebknecht-Straße 56 (Karte)              | Um 1800 | Eingeschossig, baugeschichtlich und sozialgeschichtlich von Bedeutung, kannelierte Umgebindesäulen, Traufgesims mit Zahnschnitt, Dachhäuschen, abgeschlepptes Satteldach, verändert | 09226678 |
|                                         | Wohnhaus (Umgebinde) mit integriertem Scheunenteil | Karl-Liebknecht-Straße 58 (Karte)              | 1. Hälfte 19. Jahrhundert                                                                                     | Eingeschossiges Doppelstubenhaus, baugeschichtlich und sozialgeschichtlich von Bedeutung, Steinimitation am Eingang | 09226681 |
|                                         | Wohnhaus (Umgebinde) | Karl-Liebknecht-Straße 59 (Karte)              | Um 1800 | Eingeschossig, typisches Beispiel hiesiger Holzbauweise, trotz Umgestaltungen im Erdgeschoss weitgehend im ursprünglichen Aussehen erhalten, baugeschichtlich und sozialgeschichtlich von Bedeutung, Giebel und Dach verschiefert | 09274969 |
|                                         | Wohnhaus (Umgebinde) | Karl-Liebknecht-Straße 61 (Karte)              | 1. Hälfte 19. Jahrhundert                                                                                     | Eingeschossig, typisches Beispiel hiesiger Holzbauweise, trotz Umgestaltungen im Erdgeschoss weitgehend im ursprünglichen Aussehen erhalten, baugeschichtlich und sozialgeschichtlich von Bedeutung, Giebel und Dach verschiefert | 09274970 |
|                                         | Wohnhaus (Umgebinde) | Karl-Liebknecht-Straße 63 (Karte)              | Um 1800 | Obergeschoss Fachwerk, baugeschichtlich und straßenbildprägend von Bedeutung, Korbbogenportal aus Naturstein, Oberstock Fachwerk verkleidet, Dachhecht, Satteldach | 09226771 |
|                                         | Wohnhaus (Umgebinde) und Seitengebäude eines Hakenhofes | Karl-Marx-Platz 4 (Karte)                      | 1. Hälfte 19. Jahrhundert                                                                                     | Beide Gebäude im Obergeschoss Fachwerk, Seitengebäude mit Arkadenstellung zum Hof hin, weitgehend unverändert erhaltener, repräsentativer Hof, baugeschichtlich und wirtschaftsgeschichtlich von Bedeutung, Wohnhaus rechts vom Eingang massiv, Korbbogenportal, Oberstock verschiefert, Krüppelwalmdach, Seitengebäude mit Arkadenstellung zum Hof hin, im Erdgeschoss massiv, Obergeschoss verbrettert, verbretterter Aufgang, mit Anbau (Umgebinde) am Wohnhaus | 09226795 |
|                                         | Wohnhaus (Umgebinde) mit Einfriedung | Käthe-Kollwitz-Straße 1 (Karte)                | Um 1850 | Doppelstubenhaus, Obergeschoss Fachwerk, prägnante Ecklage, baugeschichtlich und sozialgeschichtlich von Bedeutung, doppelte Blockstube, Eingang massiv, Korbbogenportal aus Granit, Tür original, Oberstock Fachwerk, verbrettert mit dekorativer Bogenleiste, auch unter den Fenstern, Dachhäuschen, Krüppelwalmdach, Fenster zum Teil erneuert | 09226702 |
| Weitere Bilder                          | Villa, Villengarten und Garteneinfriedung | Käthe-Kollwitz-Straße 3 (Karte)                | Um 1910 | Putzbau mit neobarocken Schmuckformen, baugeschichtlich, ortsgeschichtlich und gartenkünstlerisch von Bedeutung, zweigeschossig, Säulenportikus, rustizierte Eckpilaster, Mansardwalmdach, wohl auch von Carl Adolf Roscher gebaut | 09226567 |
| Direkt Bild zu diesem Denkmal hochladen | Wohnhaus (Umgebinde) | Käthe-Kollwitz-Straße 4a (Karte)               | Ende 19. Jahrhundert                                                                                          | Eingeschossiges Doppelstubenhaus mit Drempel, einfaches Beispiel der ortstypischen späten Holzbauweise, baugeschichtlich und sozialgeschichtlich von Bedeutung, doppelte Blockstube, Giebel verschiefert | 09274999 |
| Direkt Bild zu diesem Denkmal hochladen | Wohnhaus (Umgebinde) | Käthe-Kollwitz-Straße 6 (Karte)                | Ende 19. Jahrhundert                                                                                          | Eingeschossiges Doppelstubenhaus mit Drempel, baugeschichtlich und sozialgeschichtlich von Bedeutung, doppelte Blockstube, Eingang massiv, Drempelgeschoss, mittiger, breiter Dacherker, Krüppelwalmdach | 09226638 |
| Direkt Bild zu diesem Denkmal hochladen | Wohnhaus und Nebengebäude | Käthe-Kollwitz-Straße 10 (Karte)               | 1920er Jahre (Wohnhaus); um 1905 (Hinterhaus)                                                                 | Wohnhaus massiv, Nebengebäude Klinkerbau, baugeschichtlich von Bedeutung. Wohnhaus: massiv, zweigeschossig, Giebel verbrettert, Fledermausgauben, Krüppelwalmdach. Hinteres Gebäude: Klinker, Giebel verbrettert, Sandsteingewände, hölzernes Vorhäuschen | 09226637 |
|                                         | Wohnhaus (Umgebinde), ohne Anbau | Käthe-Kollwitz-Straße 20 (Karte)               | 2. Hälfte 19. Jahrhundert                                                                                     | Doppelstubenhaus, Obergeschoss Fachwerk, baugeschichtlich von Bedeutung, doppelte Blockstube, Eingang massiv, Oberstock Fachwerk, verschiefert, Dachhäuschen, Krüppelwalmdach, halbrunder massiver Windfang (später) | 09226636 |
| Direkt Bild zu diesem Denkmal hochladen | Wohnhaus (Umgebinde) | Kreuzweg 1 (Karte)                             | 2. Hälfte 19. Jahrhundert                                                                                     | Doppelstubenhaus, Obergeschoss Fachwerk, baugeschichtlich von Bedeutung, doppelte Blockstube, Türstock und Eingangsfenstergewände aus Naturstein, Oberstock verkleidet, Dachhecht, Krüppelwalmdach, Blitzableiter | 09226645 |
| Direkt Bild zu diesem Denkmal hochladen | Wohnhaus (Umgebinde) | Kreuzweg 3 (Karte)                             | 1. Hälfte 19. Jahrhundert                                                                                     | Eingeschossiges Doppelstubenhaus mit Drempel, baugeschichtlich und sozialgeschichtlich von Bedeutung, doppelte Blockstube, Türstock und Eingangsfenstergewände aus Granit, Fenster zum Teil erneuert, massives Vorhäuschen | 09226749 |
| Direkt Bild zu diesem Denkmal hochladen | Wohnhaus (Umgebinde) | Kreuzweg 4 (Karte)                             | 2. Hälfte 19. Jahrhundert                                                                                     | Eingeschossiges Doppelstubenhaus mit Drempel, baugeschichtlich und sozialgeschichtlich von Bedeutung, doppelte Blockstube, Türgewände und Treppe aus Granit, Drempelgeschoss verkleidet, breiter, mittiger Dacherker, Satteldach, Holzziergewände am Ortgang, Blitzableiter, zum Teil neue Fenster | 09226750 |
| Direkt Bild zu diesem Denkmal hochladen | Wohnhaus mit angebauter Werkstatt | Kurze Straße (Neugersdorf) 2 (Karte)           | Bezeichnet mit 1822 (Türsturz); 1835 (Werkstatt)                                                              | Wohnhaus des Orgelbauers Gottfried Müller, repräsentativer Putzbau mit flachem Mittelrisalit und vorgelagerter Freitreppe, baugeschichtlich und ortsgeschichtlich von Bedeutung, massiv, Frontispiz mit Rundbogenfenstern im Obergeschoss, geschweifter Giebel, profilierte Fenstergewände aus Sandstein, schlichte Putzgliederung, zwei Dachhäuschen, Mansarddach, mit Werkstatt, 1835 angebaut, Tür original, Fenster original, innen: Malereien | 09226791 |
|                                         | Wohnhaus (Umgebinde) | Leutersdorfer Straße 1 (Karte)                 | 2. Hälfte 19. Jahrhundert                                                                                     | Eingeschossiges Doppelstubenhaus, typisches Beispiel für die späte regionale Holzbauweise, baugeschichtlich und sozialgeschichtlich von Bedeutung, mit Schleppgaube über Eingang, doppelte Blockstube, Umgebinde und Blockstube verschalt, teilweise verbaut, zwei alte Blitzableiter | 09274977 |
| Weitere Bilder                          | Wohnhaus (Umgebinde) | Leutersdorfer Straße 2 (Karte)                 | Um 1850 | Eingeschossiges Doppelstubenhaus, baugeschichtlich und sozialgeschichtlich von Bedeutung, eingeschossig, doppelte Blockstube, kleines Krüppelwalmdach | 09274978 |
| Direkt Bild zu diesem Denkmal hochladen | Wohnhaus (Umgebinde) mit Anbau | Liechtensteinstraße 3 (Karte)                  | 1. Hälfte 19. Jahrhundert                                                                                     | Wohnhaus Obergeschoss Fachwerk, winkelförmiger Anbau, eingeschossig mit Umgebinde, baugeschichtlich und sozialgeschichtlich von Bedeutung, Anbau jünger, verändert, Satteldächer | 09226811 |
| Direkt Bild zu diesem Denkmal hochladen | Wohnhaus (Umgebinde) | Liechtensteinstraße 5 (Karte)                  | Nach 1900 | Eingeschossiges Doppelstubenhaus mit Drempel, Typ des späten Umgebindehauses, baugeschichtlich und sozialgeschichtlich von Bedeutung, eingeschossig, mit Drempel, Dachhaus über Eingang, doppelte Blockstube, Fenster teilweise vergrößert, zwei alte Blitzableiter | 09274942 |
| Direkt Bild zu diesem Denkmal hochladen | Wohnhaus (Umgebinde) | Liechtensteinstraße 5a (Karte)                 | Um 1800 | Obergeschoss Fachwerk, weitgehend im ursprünglichen Sinne erhaltenes Beispiel der Holzbauweise, wichtig für die Umgebungsstruktur, baugeschichtlich von Bedeutung, Umgebinde rechts 3/3 Joche, Giebel Fachwerk, Giebelseite verbrettert, Fenster Obergeschoss originale Größe | 09274943 |
| Direkt Bild zu diesem Denkmal hochladen | Wohnhaus (Umgebinde) mit späterem Anbau | Liechtensteinstraße 8 (Karte)                  | Bezeichnet mit 1829 (Türsturz)                                                                                | Wohnhaus Obergeschoss Fachwerk, baugeschichtlich und sozialgeschichtlich von Bedeutung, Türstock aus Granit, balusterartige Umgebindesäulen, Oberstock verschiefert, Dachhäuschen, Satteldach, Blitzableiter, Anbau im Oberstock Umgebinde, Giebel verbrettert, Satteldach | 09226790 |
| Direkt Bild zu diesem Denkmal hochladen | Wohnhaus (Umgebinde) | Liechtensteinstraße 9 (Karte)                  | 1. Hälfte 19. Jahrhundert                                                                                     | Eingeschossiges Doppelstubenhaus, baugeschichtlich, sozialgeschichtlich und straßendildprägend von Bedeutung, doppelte Blockstube, Türgewände aus Granit, Satteldach, Umgebinde und Giebel verkleidet, zum Teil verändert | 09226792 |
| Direkt Bild zu diesem Denkmal hochladen | Wohnhaus (Umgebinde) | Liechtensteinstraße 11 (Karte)                 | 1. Hälfte 19. Jahrhundert                                                                                     | Doppelstubenhaus, Obergeschoss Fachwerk, baugeschichtlich, sozialgeschichtlich und straßendildprägend von Bedeutung, doppelte Blockstube, Türstock und Eingangsfenstergewände aus Granit, Obergeschoss verschiefert, Fledermausgauben, Krüppelwalmdach 1880 gebaut. Steht 2012 seit Jahren leer. | 09226789 |
| Direkt Bild zu diesem Denkmal hochladen | Wohnhaus (Umgebinde) und Handschwengelpumpe | Liechtensteinstraße 15 (Karte)                 | Um 1800 | Wohnhaus ohne Garagenanbau, eingeschossiges Doppelstubenhaus, baugeschichtlich und sozialgeschichtlich von Bedeutung, doppelte Blockstube, eingeschossig, Steinimitation im Eingangsbereich, unterschiedliche Jochgrößen, Satteldach, Handschwengelpumpe erneuert | 09226788 |
|                                         | Wohnhaus (Umgebinde) mit integriertem Schuppen | Liechtensteinstraße 17 (Karte)                 | 1. Hälfte 19. Jahrhundert                                                                                     | Eingeschossiges Doppelstubenhaus, baugeschichtlich, sozialgeschichtlich und straßenbildprägend von Bedeutung, doppelte Blockstube, Türstock und Eingangsfenstergewände aus Granit, eingeschossig, Dachhecht, abgeschlepptes Satteldach mit weitem Dachüberstand | 09226787 |
|                                         | Wohnhaus (Umgebinde) | Liechtensteinstraße 18 (Karte)                 | 2. Hälfte 19. Jahrhundert                                                                                     | Eingeschossiges Doppelstubenhaus, baugeschichtlich und sozialgeschichtlich von Bedeutung, gemauerte Eingangszone, Veränderungen durch Anbau | 09273270 |
|                                         | Wohnhaus (Umgebinde) | Liechtensteinstraße 19 (Karte)                 | 1. Hälfte 19. Jahrhundert                                                                                     | Eingeschossiges Doppelstubenhaus, trotz Veränderungen im Aussehen und für Umgebungsstruktur von Bedeutung, baugeschichtlich und sozialgeschichtlich von Bedeutung, mgebinde rechts 3/3, links zwei Joche, Fenster im Giebel verändert | 09273801 |
|                                         | Wohnhaus (Umgebinde) | Liechtensteinstraße 24 (Karte)                 | 2. Hälfte 19. Jahrhundert                                                                                     | Eingeschossiges Doppelstubenhaus, baugeschichtlich und sozialgeschichtlich von Bedeutung, Fenster erneuert, Eingang mit Steinimitation, Giebel verbrettert, Dachhäuschen, Satteldach | 09226661 |

## Tabellenlegende
- Bild: Bild des Kulturdenkmals, ggf. zusätzlich mit einem Link zu weiteren Fotos des Kulturdenkmals im Medienarchiv Wikimedia Commons. Wenn man auf das Kamerasymbol klickt, können Fotos zu Kulturdenkmalen aus dieser Liste hochgeladen werden:
- Bezeichnung: Denkmalgeschützte Objekte und ggf. Bauwerksname des Kulturdenkmals
- Lage: Straßenname und Hausnummer oder Flurstücknummer des Kulturdenkmals. Die Grundsortierung der Liste erfolgt nach dieser Adresse. Der Link (Karte) führt zu verschiedenen Kartendiensten mit der Position des Kulturdenkmals. Fehlt dieser Link, wurden die Koordinaten noch nicht eingetragen. Sind diese bekannt, können sie über ein Tool mit einer Kartenansicht einfach nachgetragen werden. In dieser Kartenansicht sind Kulturdenkmale ohne Koordinaten mit einem roten bzw. orangen Marker dargestellt und können durch Verschieben auf die richtige Position in der Karte mit Koordinaten versehen werden. Kulturdenkmale ohne Bild sind an einem blauen bzw. roten Marker erkennbar.
- Datierung: Baubeginn, Fertigstellung, Datum der Erstnennung oder grobe zeitliche Einordnung entsprechend des Eintrags in der sächsischen Denkmaldatenbank
- Beschreibung: Kurzcharakteristik des Kulturdenkmals entsprechend des Eintrags in der sächsischen Denkmaldatenbank, ggf. ergänzt durch die dort nur selten veröffentlichten Erfassungstexte oder zusätzliche Informationen
- ID: Vom Landesamt für Denkmalpflege Sachsen vergebene, das Kulturdenkmal eindeutig identifizierende Objekt-Nummer. Der Link führt zum PDF-Denkmaldokument des Landesamtes für Denkmalpflege Sachsen. Bei ehemaligen Kulturdenkmalen können die Objektnummern unbekannt sein und deshalb fehlen bzw. die Links von aus der Datenbank entfernten Objektnummern ins Leere führen. Ein ggf. vorhandenes Icon  führt zu den Angaben des Kulturdenkmals bei Wikidata.